# Beatus
Beatus è il nome con il quale sono identificati i manoscritti spagnoli del X e XI secolo, più o meno abbondantemente miniati, contenenti la riproduzione dell'Apocalisse di Giovanni e i vari Commentari al testo redatti nell'VIII secolo da Beato di Liébana.

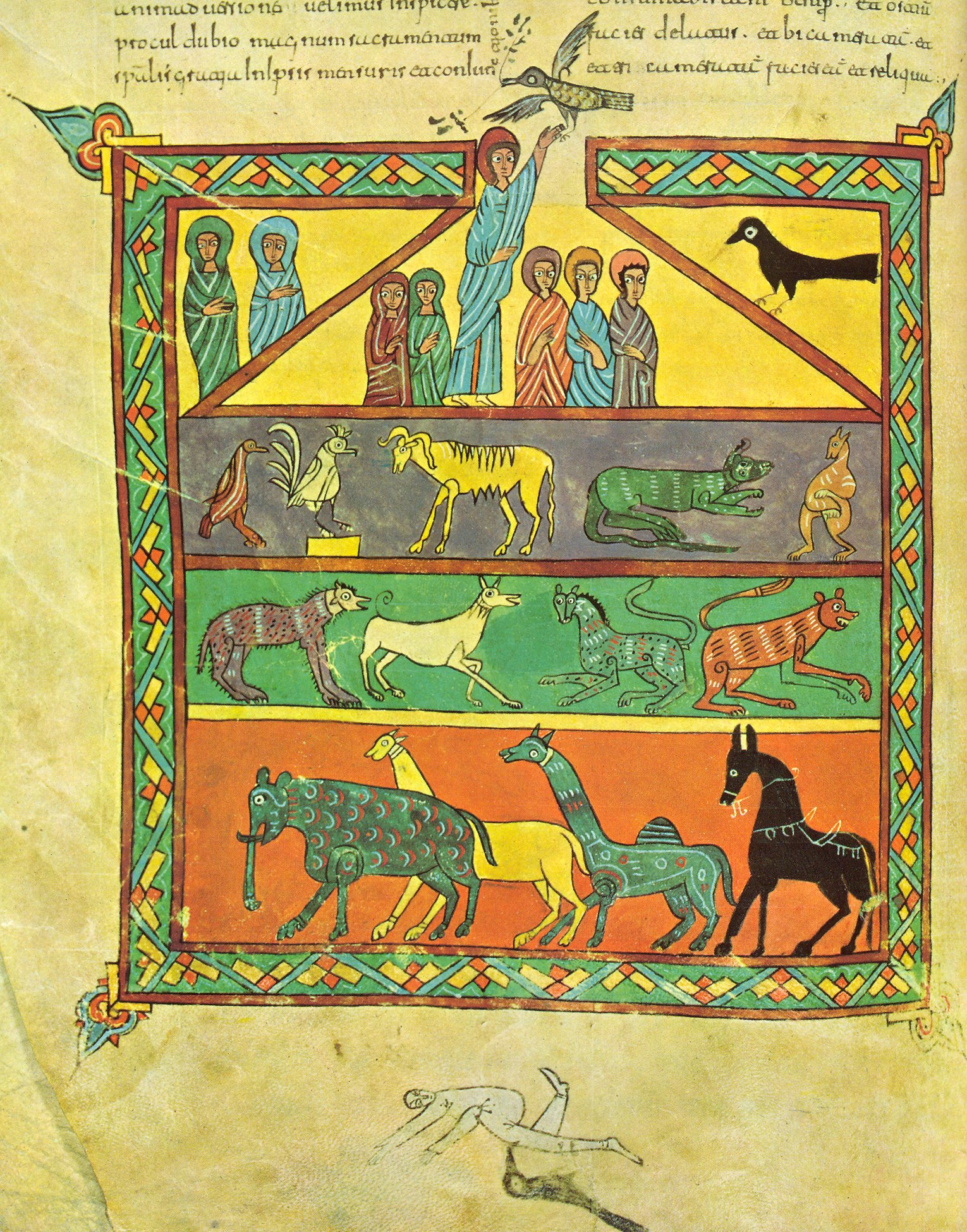
Beatus d'Urgell, f°82v l'Arca di Noè

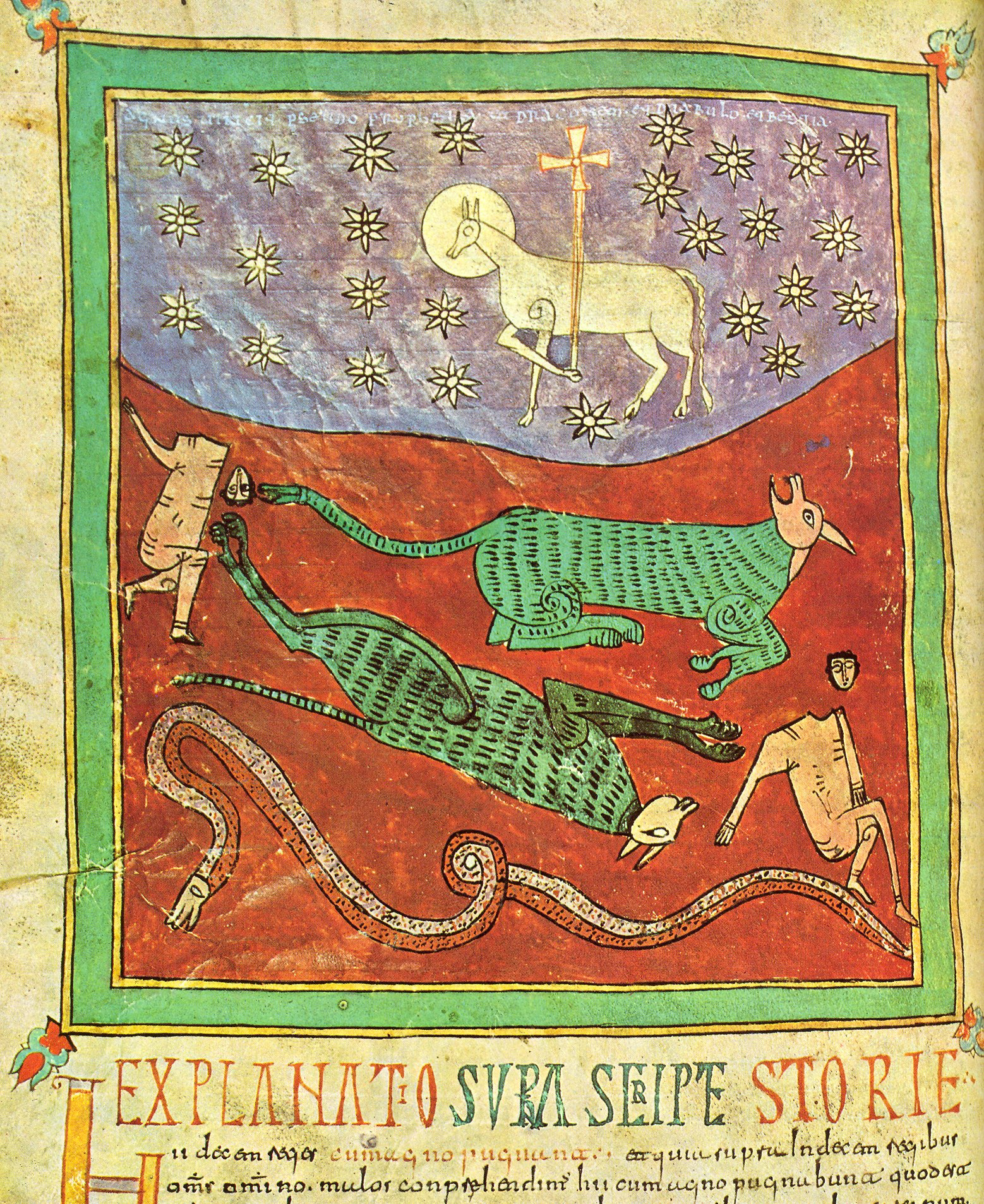
Beatus d'Urgell, f°184v L'Agnello vincitore delle Bestie e del Serpente

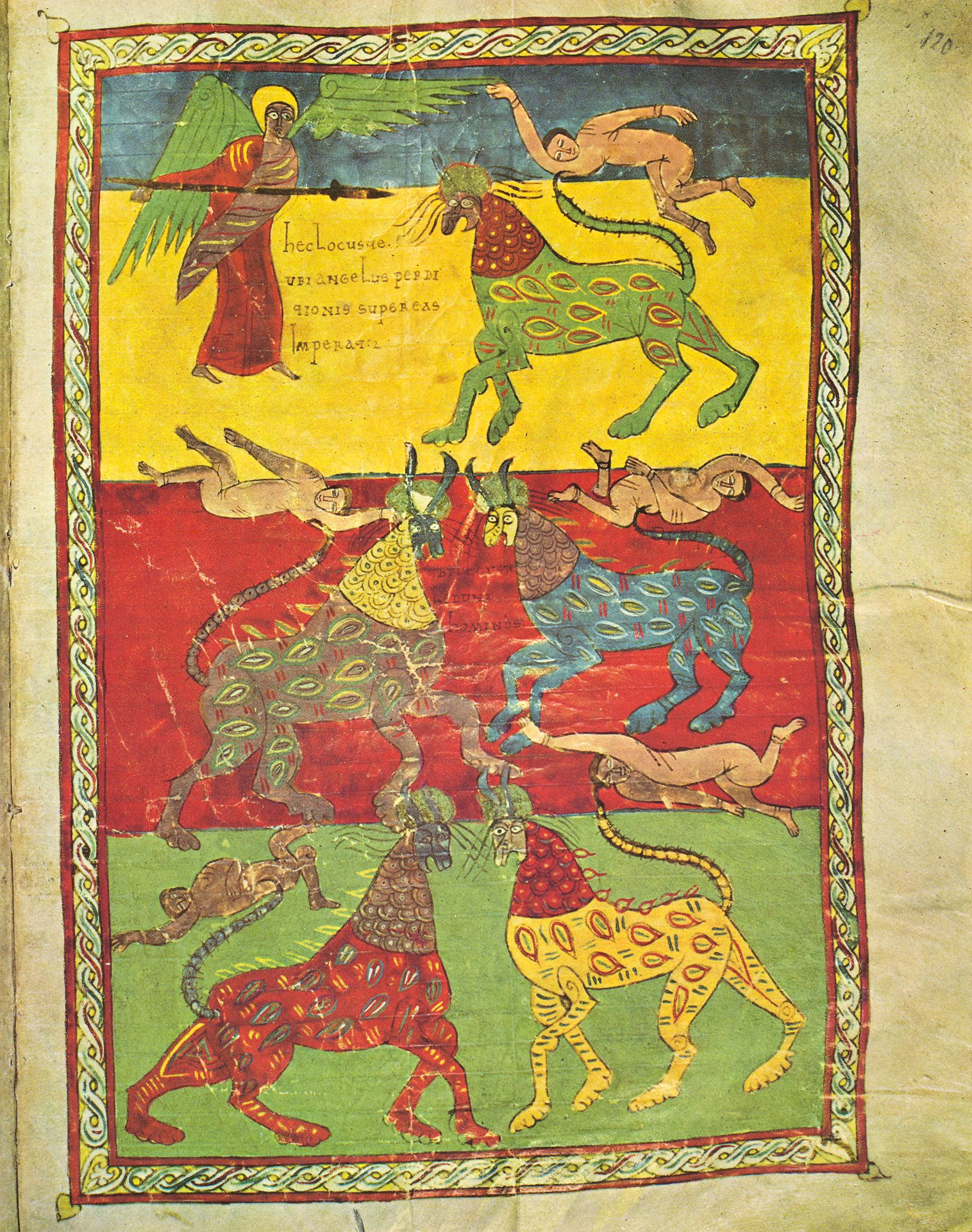
Beatus di Valladolid, f°120 La quinta tromba: le cavallette (Apocalisse IX)

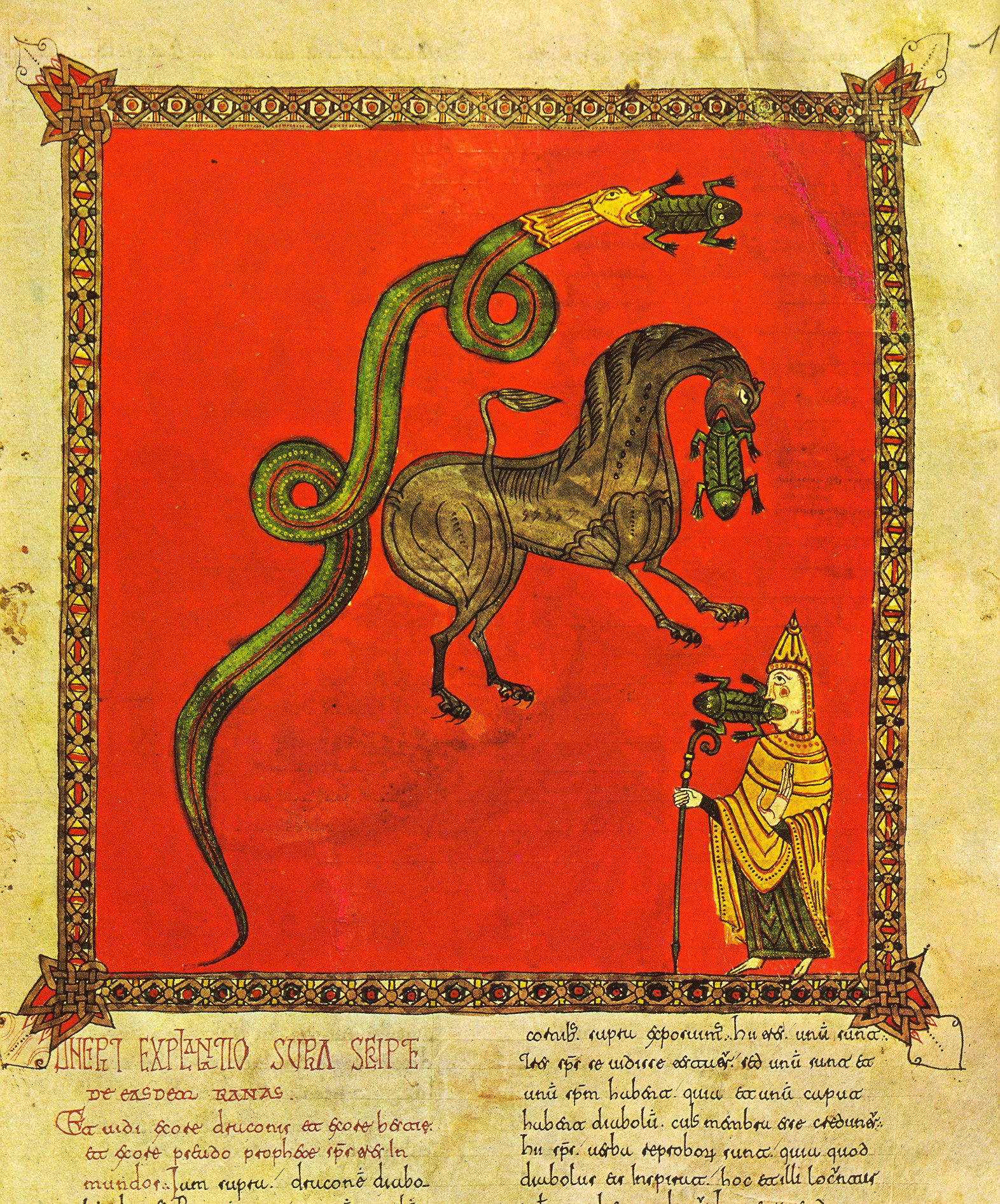
Beatus d'Osma, f°139 Le rane (Apocalisse)

## I commentari dell'Apocalisse

### Descrizione
È un'opera di erudizione, ma senza grande originalità, costituita essenzialmente di compilazioni. Beato attinge degli estratti più o meno lunghi dai testi dei padri della Chiesa e di dottori della Chiesa, come sant'Agostino, sant'Ambrogio e sant'Ireneo, con l'aggiunta del commentario del Libro di Daniele di san Girolamo.

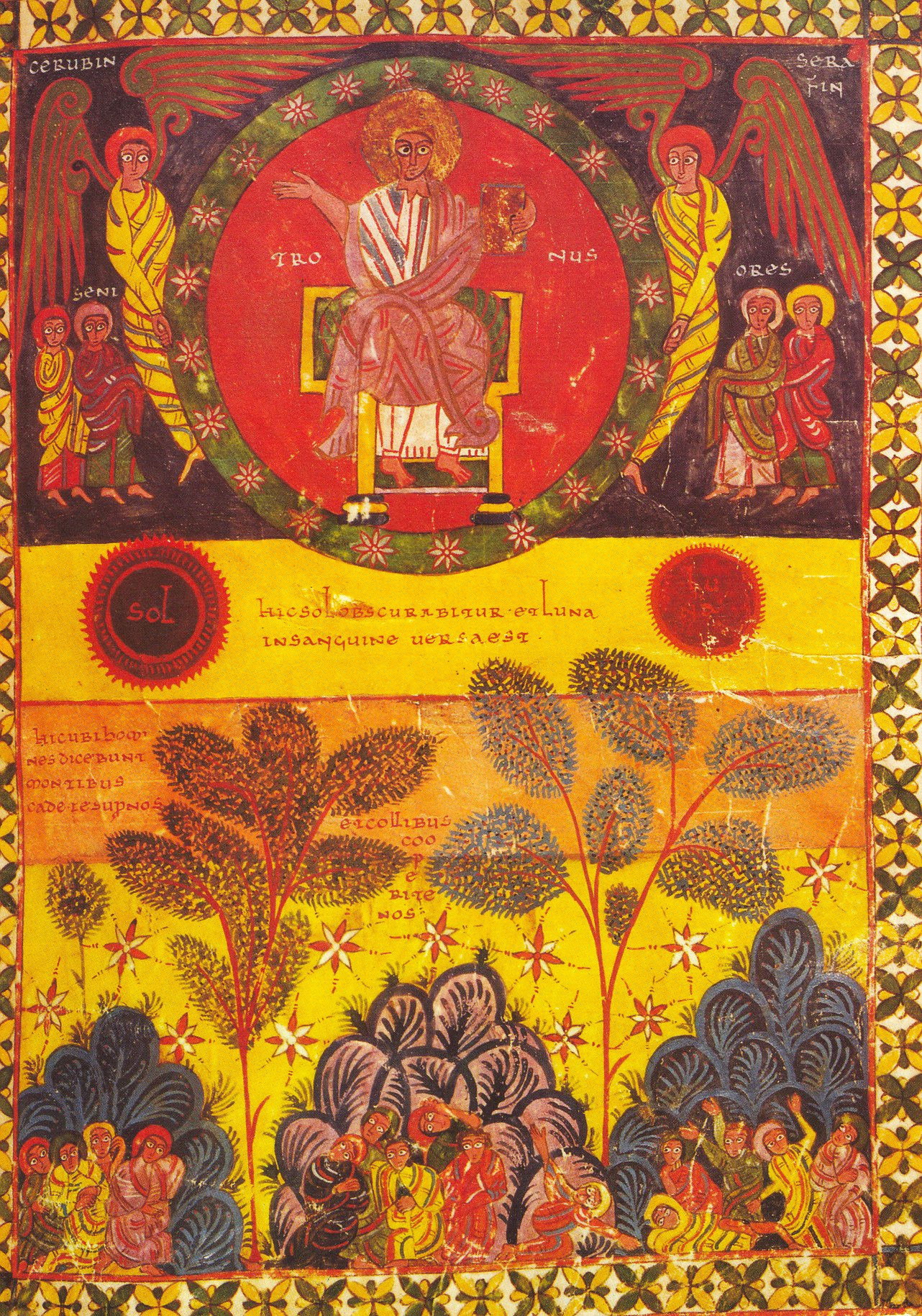
Del Beatus presso la Pierpont Morgan Library USA, f°112 Il sesto sigillo

Da taluni l'organizzazione è giudicata maldestra e i testi sovente ridondanti o contraddittori. Ben lungi dall'essere un'emanazione di una personalità forte e profonda, l'opera risulta un attimo timorosa, e non dà segni di un grande spirito innovativo, ma si attiene rigorosamente alla tradizione. Come mai un libro simile, scritto nel 776 e rimaneggiato dieci anni più tardi, ha avuto un tale impatto per quattro secoli? Mentre la parte redatta dal Beato è molto ridotta, l'opera dà invece una traduzione latina integrale dell'Apocalisse di Giovanni, ciò che potrebbe spiegarne, in parte, la notorietà.

### Il genere apocalittico e la sua storia

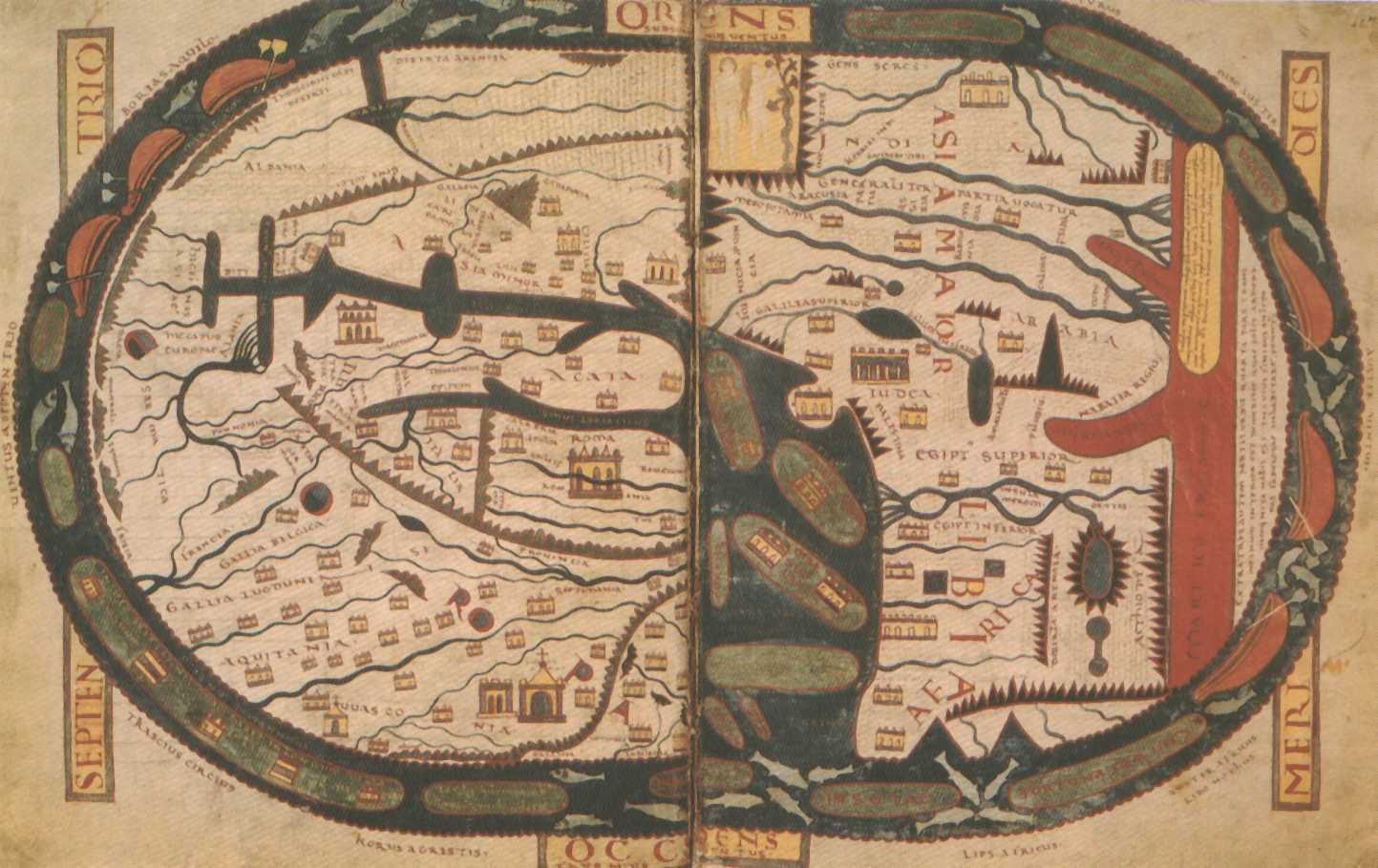
Nel prologo dell'opera appare una mappa, detta Mapa Mundi, che aiuta il lettore a localizzare i luoghi indicati nelle sacre scritture.

L'Apocalisse di Giovanni è l'ultimo libro della Bibbia cristiana. Il genere letterario apocalittico (dal greco apocalupteïn, svelare), fiorisce nel periodo intertestamentario (tra il II secolo a.C. e il I secolo a.C.) e trova le sue radici, non nel Nuovo Testamento, ma negli ultimi libri dell'antico, in particolare in alcuni passaggi del Libro di Daniele (scritti verso il 167 a.C.): le Apocalissi trovano le loro radici più nella cultura semitica dell'Antico Testamento che nel mondo della Cristianità degli inizi.
L'Apocalisse di San Giovanni è stata redatta nell'ultimo terzo del I secolo, durante le persecuzioni di Nerone e Domiziano contro i cristiani che si rifiutavano di adorare l'imperatore come un dio.

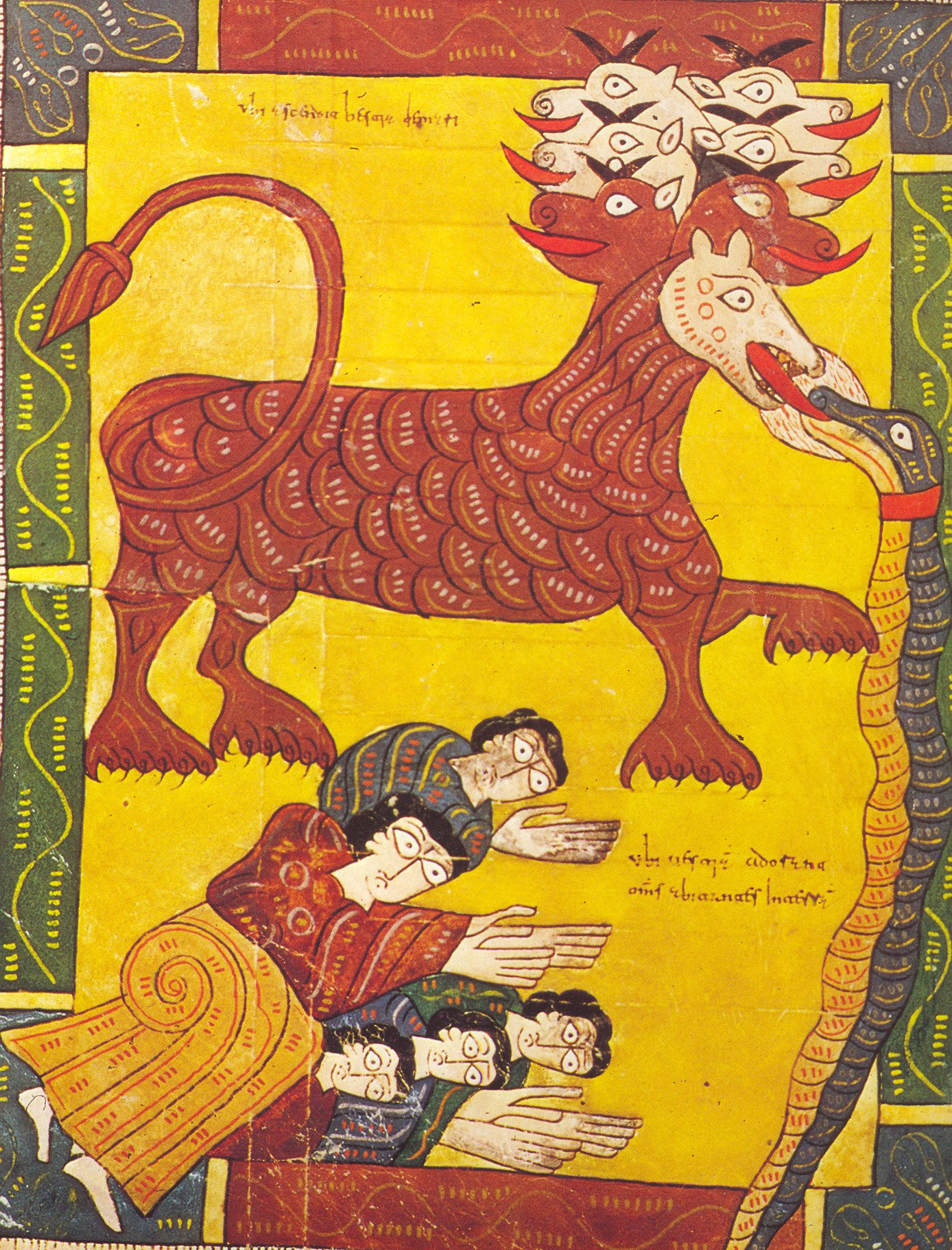
Beatus dell'Escorial, f°108v Adorazione della bestia e del dragone

Un'Apocalisse è lo « svelamento » dell'avvenire, rivelato ad un'anima e trascritto in un testo poetico più o meno criptato. Per sua natura risulta escatologico, in quanto annuncia a dei credenti martirizzati che il male storico porterà a una felicità eterna. Superando gli eventi tangibili, l'Apocalisse ne svela il senso e mostra come il susseguirsi degli eventi si prolunga oltre la morte e la fine del mondo, nella costruzione del regno di Dio.
Il testo risulta oscuro a coloro che non conoscono la cultura biblica: destinato ai credenti, e a loro soli, fa riferimento alla Storia sacra e ai libri profetici dell'Antico Testamento. In questo modo, la sua portata politica sfugge ai persecutori.
È quindi una concezione della Storia (una teologia della Storia come la chiama Henri-Irénée Marrou) destinata a mostrare a quelli che soffrono come il Bene supremo si troverà al termine di un cammino storico, vissuto attraverso l'esperienza del Male.

## Beato e la nascita della Spagna

### Il messaggio
I cristiani iberici si trovarono dopo il 722 confrontati con l'islam, come ai tempi di Roma lo furono con l'impero. Non possono più praticare il loro culto in pubblico; campane e processioni sono vietate; le chiese e i monasteri distrutti non possono essere ricostruiti; le persecuzioni prendono spesso una piega sanguinaria.

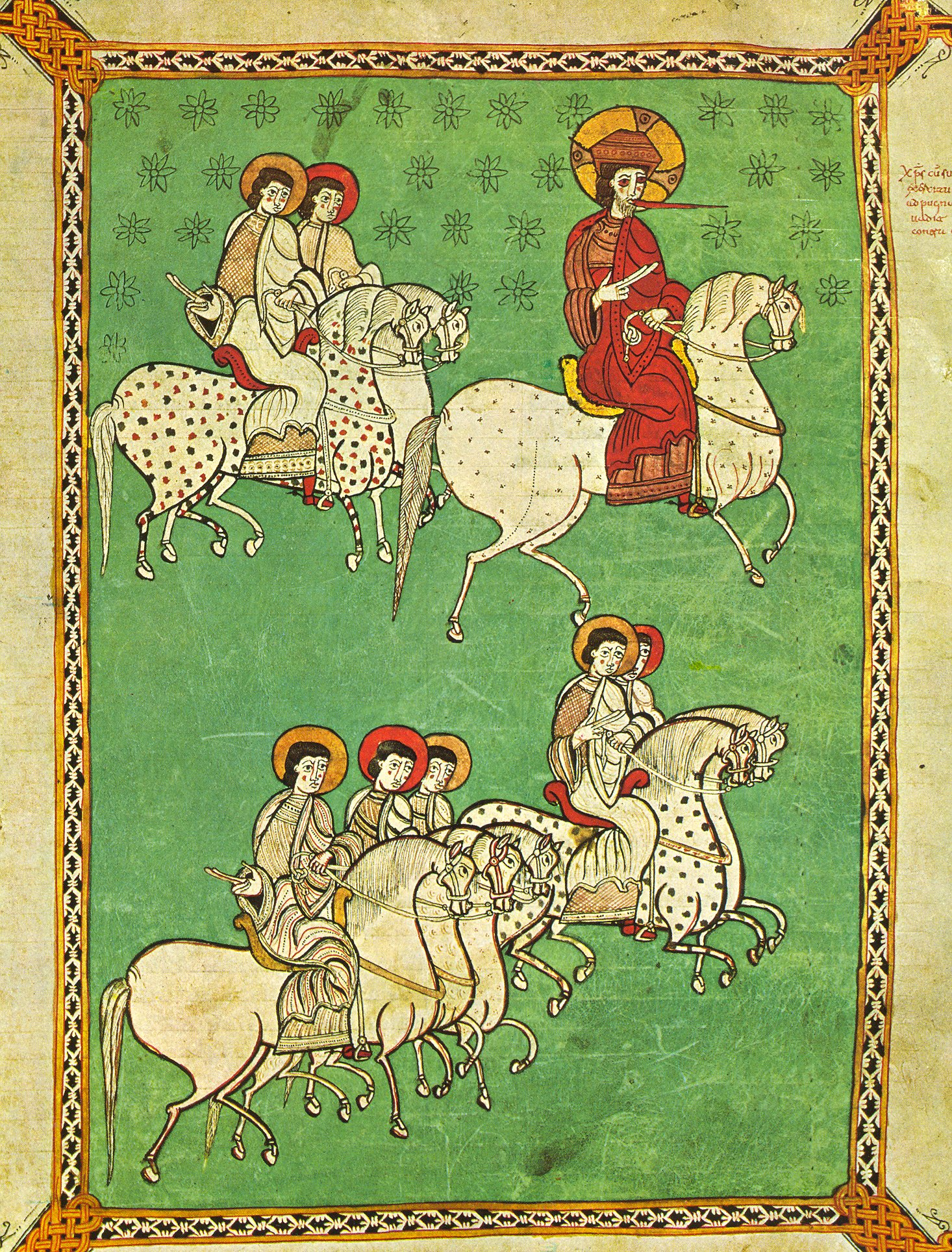
Beatus d'Osma, f°151 Il Cristo vincitore

In questo contesto l'Apocalisse si pone come il libro della resistenza cristiana. I grandi simboli prendono un senso nuovo. La Bestia, che ai tempi di Roma designava l'Impero, diviene l'emirato (divenuto poi califfato), Babilonia non è più Roma ma Cordova, ecc.
L'Apocalisse, che fu interpretata come una profezia della fine delle persecuzioni romane, diventa l'annuncio della Reconquista. È una promessa di liberazione e di castigo. La chiave di lettura è semplice per le masse dei fedeli, e questo libro finì per acquisire, nella Spagna occupata, più importanza degli stessi Vangeli.

### Beato di Liébana
Beato di Liébana è un uomo di grande cultura cristiana. Sicuramente non era originario del monti Cantabrici. Alcuni storici lo ritengono proveniente da Toledo, o addirittura dall'Andalusia. Forse scelse il monastero di Liébana per la sua prossimità a Covadonga e a Cosgaya, luoghi che i cristiani dell'epoca consideravano come miracolosi.
Beato ebbe rapidamente una reputazione di grande erudito. Divenne per un certo tempo precettore e confessore della figlia di Alfonso I, la futura regina Adosinda.
La sua fama, oltre al Commentario dell'Apocalisse, ebbe altre cause. Pensatore militante ed energico, fu molto duro contro i cristiani che scelsero il compromesso con l'occupante, a cominciare dall'arcivescovo di Toledo, che accusò di eresia.
Questo fatto ebbe grande risonanza nella cristianità, fin presso Alcuino di York e Carlo Magno (742-814) ad Aquisgrana e lo stesso Papa, che si schierarono dalla parte del Beato, contro l'eresia adozionista che fu teorizzata da Felice vescovo di Urgell, stimato teologo dell'epoca. Essa sosteneva che Gesù non era il figlio di Dio, ma che era stato solo adottato da lui: tesi in completo disaccordo con l'ortodossia del Concilio di Nicea sulla consustanzialità del Padre e del Figlio.
Elipando vescovo di Toledo, nominato dagli arabi, diventato fervente sostenitore dell'adozionismo, giunse a scrivere una lettera, in occasione della presa del velo e della pronuncia dei voti della regina Adosinda davanti a tutta la corte delle Asturie, in cui semplicemente auspicava lo sterminio di tutti quelli che non vedevano nel Cristo il figlio adottivo di Dio!

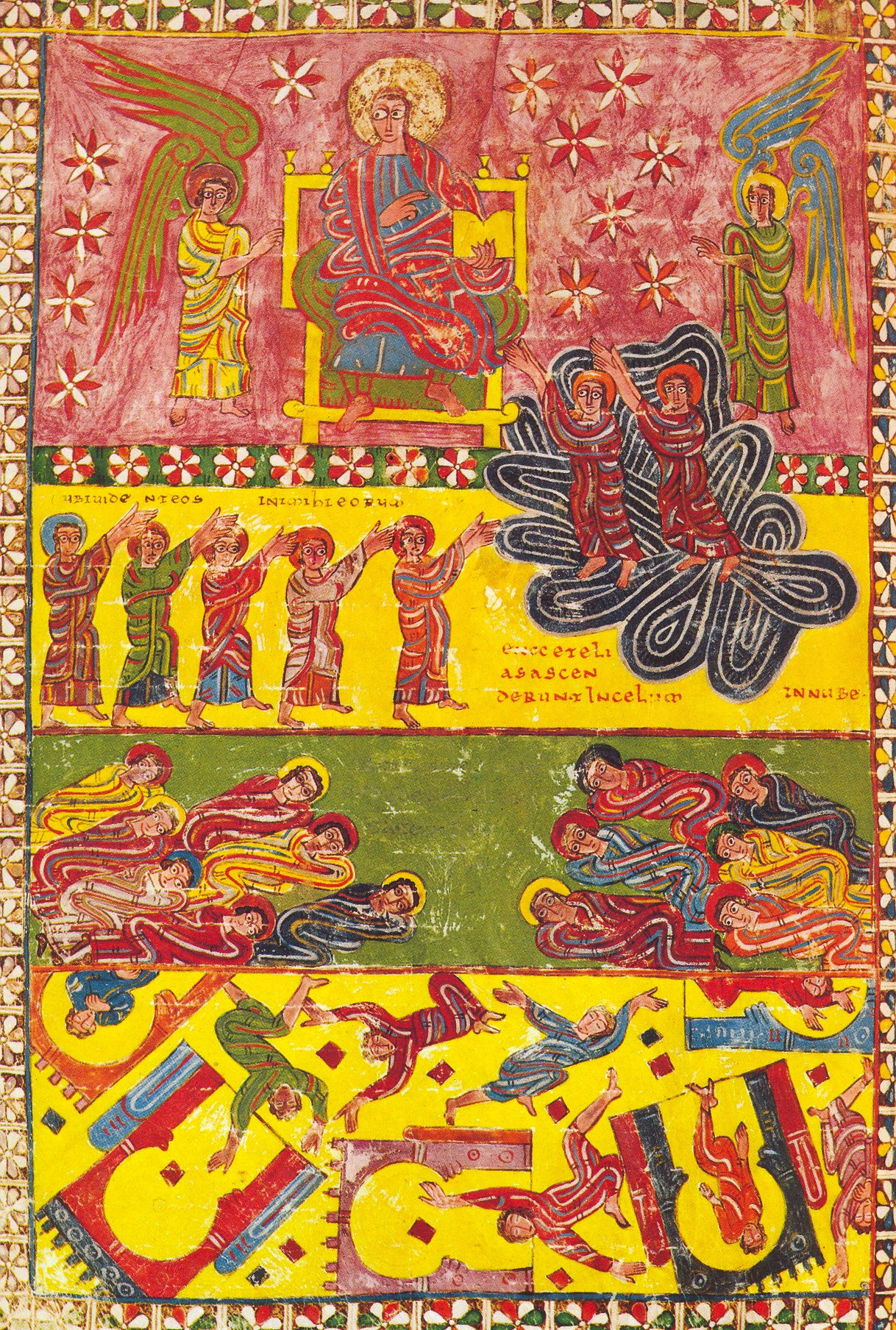
Beatus di Piermont Morgan Library, f°154v L'Ascensione dei 2 Testimoni

Sotto le pressioni di Alcuino, di Carlo Magno e del papa, Felice abiura a più riprese l'eresia dopo esserci tornato più volte. Sinodi e Concili non convinceranno mai il recidivo: nel 799 fu di nuovo convocato ad Aquisgrana su ordine dell'imperatore e del Papa. Si confrontò con Alcuino e di nuovo abiurò i concetti eretici, ma Carlo, non fidandosi più, lo relegò a Lione dove morì nell'818. Ben cinque furono i sinodi e concili che discussero la questione sul finire del secolo: Sinodo di Ratisbona indetto da Carlo nel 792; Sinodo di Francoforte presieduto dall'imperatore nella Pasqua del 794; Concilio tenuto a Roma da papa Leone III (papa dal 795 all'816); Concilio di Cividale del 796 tenutosi in Friuli sotto Paolino II; Concilio di Aquisgrana del 799 voluto da san Leone III.
Beato si scagliò in particolare contro Elipando senza mezzi termini. Quest'ultimo lo aveva indicato come «falso profeta» e parlava dei suoi scritti dicendo che erano puzzolenti, Beato rispose, trattandolo da «testicolo dell'Anticristo». La polemica proseguì in un crescendo di violenze verbali, che non si spensero che alla morte di Felice ed Elipando.
Questa eresia seduceva un nostalgico dell'arianesimo come Elipando. L'adozionismo non era in fondo che una rivisitazione del subordinazionismo ariano.
Ma questi avvenimenti non sarebbero che aneddotici se l'eresia feliciana (dal nome del vescovo Felice) non avesse anche sedotto gli occupanti musulmani. In queste tesi vi era una rimessa in causa della natura divina di Gesù Cristo, che conduceva a una svalutazione del cristianesimo. Alcuni storici addirittura pensano che Elipando si sarebbe fatto apostolo dell'adozionismo per compiacere le autorità arabe.

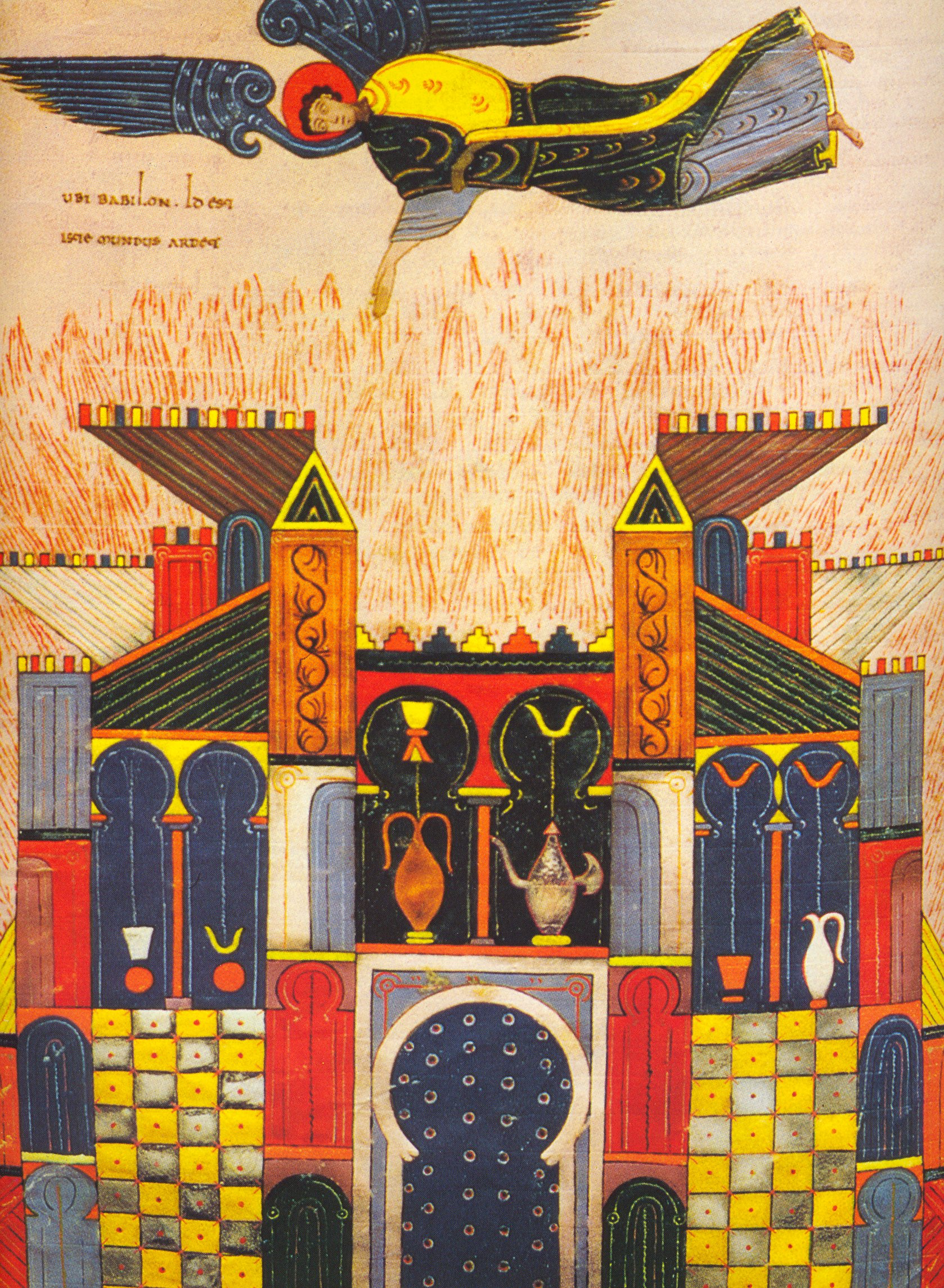
Beatus di Facundus, f°233v Condanna di Babilonia ridotta in fiamme

Da questi avvenimenti si comprende meglio l'importanza dell'Apocalisse presso le comunità cristiane del nord-ovest della Spagna, e l'impatto del Commentario sfruttato da un monaco fortemente implicato nella lotta contro l'eresia, il governo di occupazione e i religiosi collaborazionisti.
L'Apocalisse, che gli ariani rifiutavano come libro canonico, e che è fortemente incentrata sull'aspetto divino del Figlio, divenne a partire dall'VIII secolo il testo biblico faro della cristianità della resistenza. Questo testo divenne un'opera di lotta, vera arma teologica, contro tutti quelli che non vedevano nel Cristo una persona divina, eguale in questo a Dio Padre. La chiesa cattolica delle Asturie riprese l'ingiunzione del IV concilio di Toledo del 633: sotto pena di scomunica, L'Apocalisse deve essere accettata come libro canonico; essa farà parte delle letture dell'ufficio tra la Pasqua e la Pentecoste. Un simile obbligo non concerne, nella Bibbia intera, che questo libro.

### Santiago
Il Commentario asserisce che san Giacomo il Maggiore fu l'evangelizzatore della Spagna; fatto che da sempre la Chiesa spagnola dava per certo. Alcuni storici ritengono che Beato sia stato l'autore dell'inno O Dei verbum dove san Giacomo è indicato come patrono della Spagna.
Nel IX secolo la tomba di san Giacomo fu scoperta al Campo de la Estrella che diverrà poi Santiago di Compostela. Lì sarebbero state portate le spoglie dell'apostolo, fratello di San Giovanni, un secolo prima da Mérida, per sottrarle ai profanatori musulmani. Forse Beato ha voluto onorare assieme a Giovanni, autore dell'Apocalisse, anche suo fratello Giacomo e fare dei due figli di Zebedeo i vettori dei valori della Spagna martire, resistente e gloriosa.
Beato muore nel 798, prima del ritrovamento della tomba di Giacomo il Matamoros a Compostella. Egli, con i suoi scritti e le sue dispute, ha posto le fondamenta culturali di quella che sarebbe diventata la nazione spagnola.

## La miniatura mozarabica

### Generalità
Nel 1924 si tiene a Madrid un'esposizione di manoscritti miniati spagnoli (Exposicion de codices miniados españoles) e, se i Beatus sono particolarmente evidenziati, è perché forme nuove si sono imposte nell'arte pittorica.

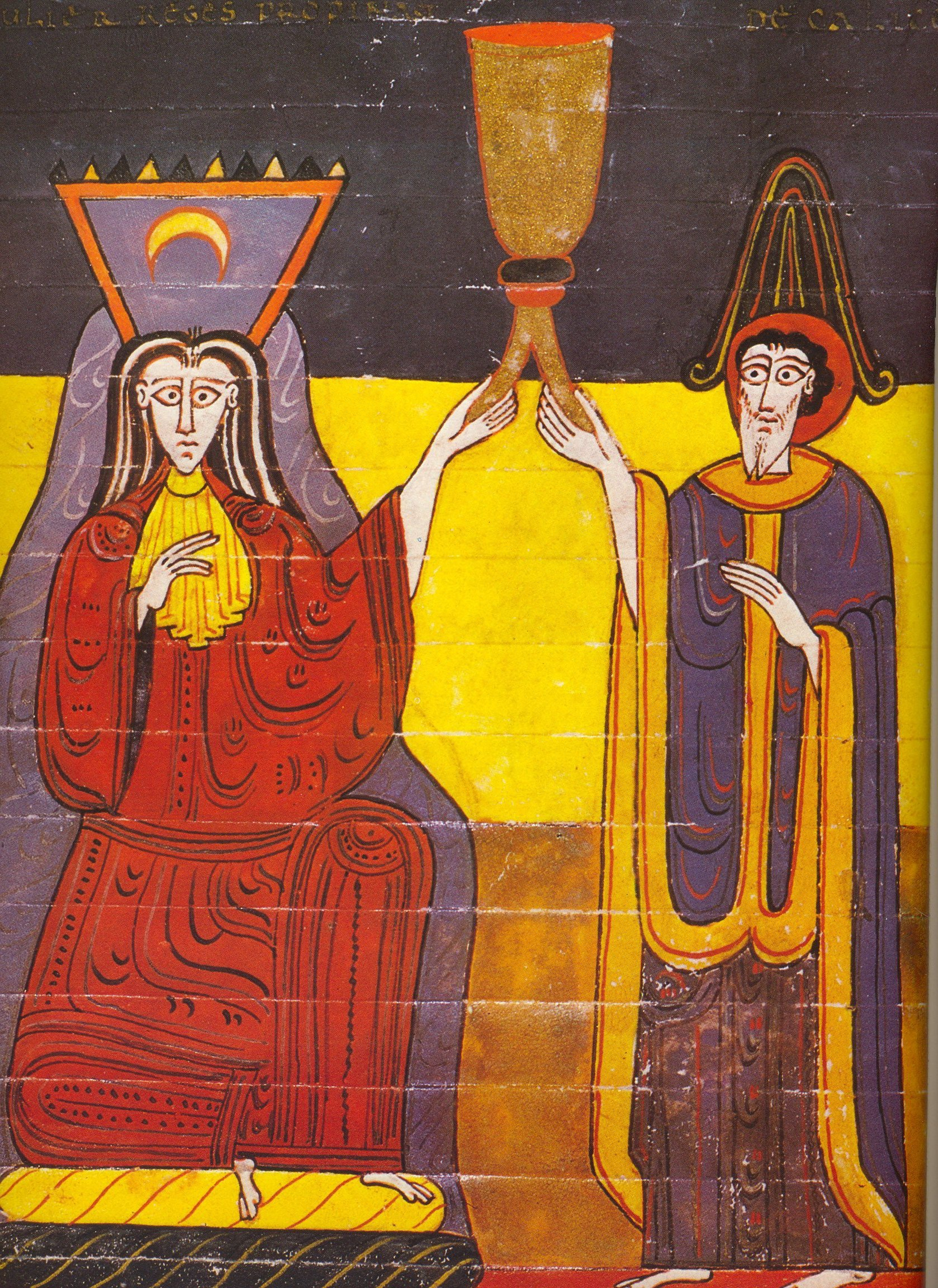
Beatus di Facundus, f°224v La Grande Prostituta si apparta con il Re

« Già nel X secolo i miniaturisti usavano la tecnica della velatura molto prima di Gauguin, anticipano Matisse nelle contro curvature fluide nei loro contorni, inventarono l'espressività realista di un Picasso nelle Demoiselles d'Avignon. E di fatto, nessuno (…) fino all'arte del ritratto cubista dipinse più un viso contemporaneamente visto di faccia e di profilo, fino agli animali sfigurati del maestro di Guernica, che hanno dei brillanti precedenti in questi miniaturisti in avanti sul loro millennio. (Jacques Fontaine, L'Art préroman hispanique II, l'Art mozarabe, collezione Zodiaque, edizione de la Pierre-Qui-Vire, 1977, 305).
Il fascino suscitato allora da questi manoscritti, risale dunque alla loro duplice dimensione visionaria, come se le forme avessero, anche loro, profetizzato, a molti era sembrato, in quel momento, che i Beatus contenessero, sul piano dello stile, il compimento di quanto annunciavano, offrendo delle risposte indispensabili alle questioni ancora balbettanti al tempo della loro riscoperta.
L'arte mozarabica non è nata dal nulla: vi si trovano le radici nell'arte visigota, carolingia, araba e fino a quella copta, dove le stilizzazioni particolari sono ben identificate.

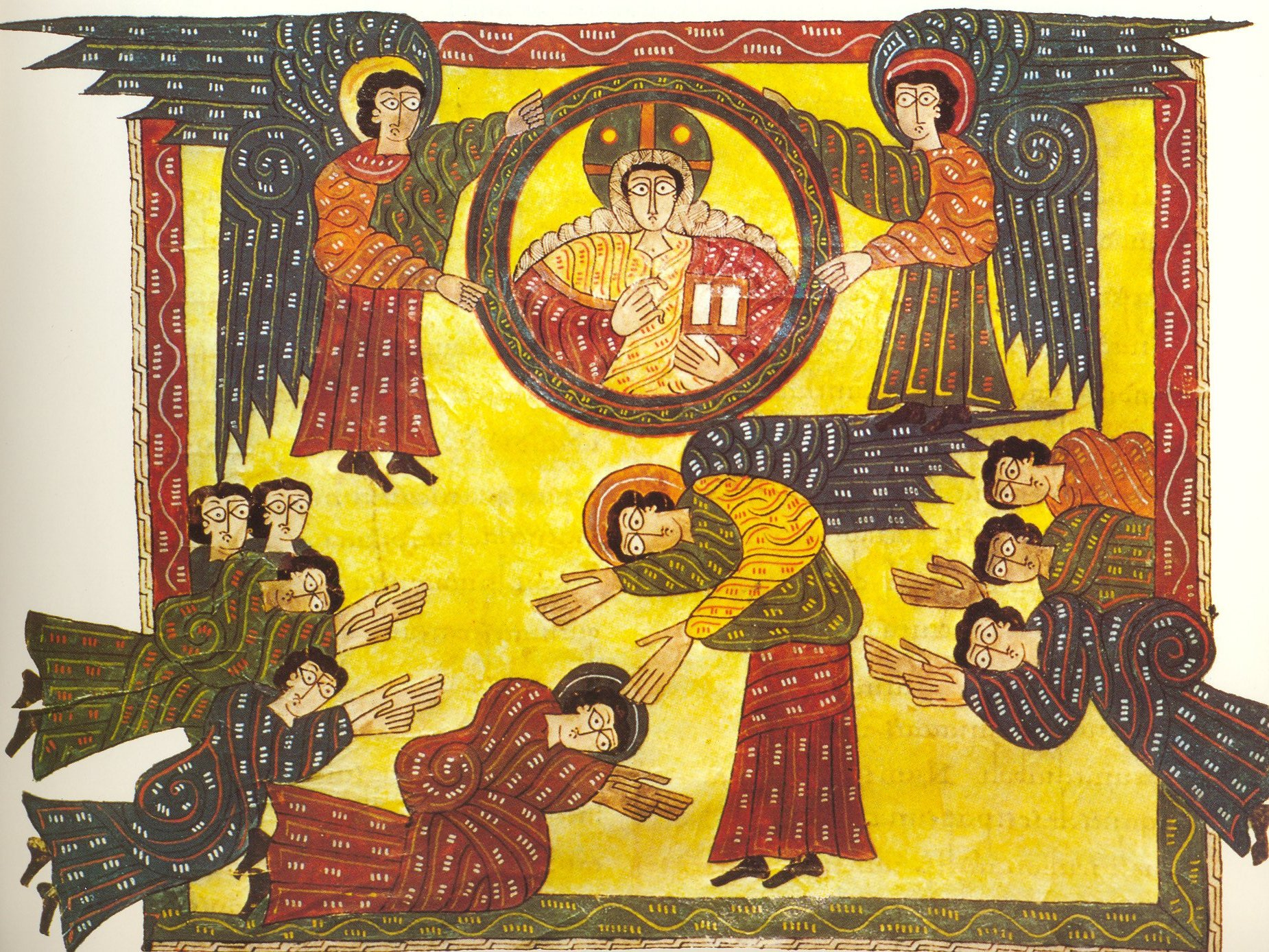
Beatus dell'Escorial, f°142v Divina Adorazione et Teofania finale

Se gli specialisti vi vedono anche degli apporti più remoti come quelli mesopotamici e sasanidi questo conferma che l'arte mozarabica non è arte di second'ordine e senza personalità, come se fosse frutto di scarsa immaginazione sfociato nell'eclettismo. In generale si ritiene invece che sia il frutto di un pensiero possente e originale.
Lontano da essere una semplice illustrazione che non aggiunge nulla al testo, o che distrae il lettore, le miniature mozarabiche, spesso su una pagina completa o addirittura su una doppia pagina, come riconosciuto da Jacques Fontaine, conduce l'anima dalla lettura del testo fino all'approfondimento del suo senso in una visione. Un secolo più tardi, l'eccessivo e semplicistico rigore di san Bernardo di Chiaravalle lo portò a condannare, durante la sua polemica con Sugerio di Saint-Denis, capitelli e vetrate istoriate, senza comprendere come l'arte potesse contribuire a elevare l'anima e quanto il Bello potesse disporre al Bene, come pensava Platone.
Tra le opere più notevoli oltre ai Beatus, bisogna menzionare la Bibbia miniata nel 920 dal diacono Juan del monastero di Santa Maria e San Martino d'Albares (detta Bibbia di Juan de Albares, conservata negli archivi della cattedrale di León.
« Quale moderna audacia nel tratteggio! Astrazione figurale, libero grafismo, scena espressiva, concertante discordanza della tavolozza: Jean d'Albares è il più stupefacentemente moderno, il più smisuratamente ardito dei miniaturisti mozarabici. » (Ibidem, p. 350).
Ammirando queste immagini, non abbiamo affatto l'impressione che ben dieci secoli ce ne separano.

### IBeatus

#### I riflessi della liturgia
Vi sono una trentina di manoscritti miniati del Commentario all'Apocalisse redatto da Beatus nell'abbazia di San Toribio de Liébana tra il 776 e 786. Venticinque sono completi. Ventidue sono miniati. Tra questi una decina sono considerati maggiori. Alcuni ritengono che l'originale fosse anche miniato, come fa supporre alcuni brani inseriti nel testo che fanno riferimento alle immagini. Ma nessuno di questi proto-Beatus si è conservato.

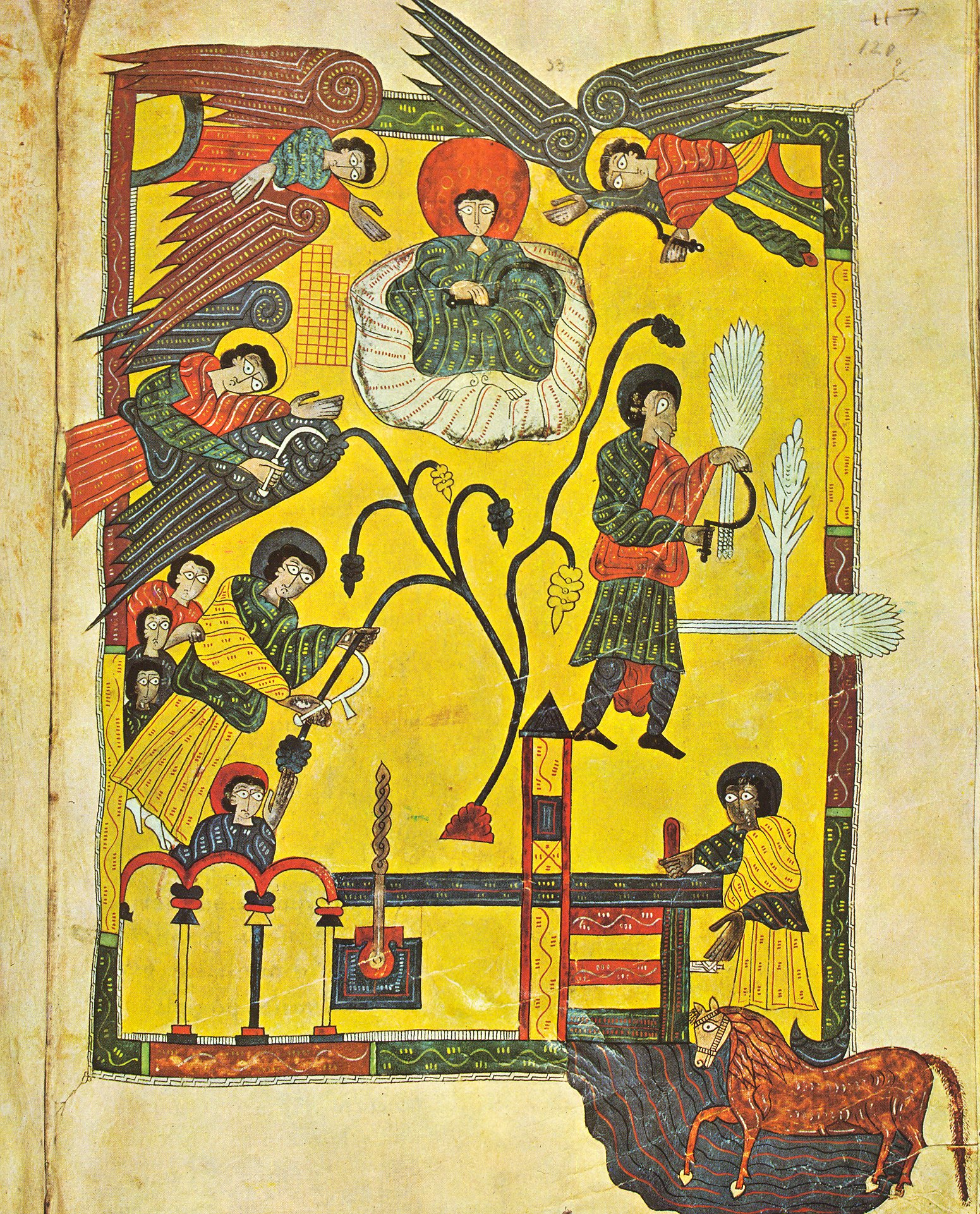
Beatus dell'Escorial, f°120 Mietitura e vendemmia escatologiche

Le immagini stupiscono anche i profondi conoscitori dell'Apocalisse. Ma non si sottovaluta il genio dei miniatori se vi si riconosce l'utilizzo di molti elementi della realtà che li circondava. Se gli arredi, i mobili, le pose ci sembrano il frutto di pura immaginazione, è perché non abbiamo familiarità con la liturgia in cui venivano utilizzati, in questo modo si attribuisce al frutto dell'invenzione quello che nasceva dall'osservazione. Ancora una volta ci aiuta il talento letterario e l'acutezza di Jacques Fontaine:
« Forse c'è d'aspettarsi ben altro da questa specie di istantanee visionarie delle liturgie mozarabiche conservatici dai miniaturisti, in particolare da quelli del Beatus, poiché i soggetti visibili e le visioni qui si nutrono mutuamente. Se i fasti delle liturgia umana già significano il compimento imperfetto e figurativo della grande liturgia celeste dell'Apocalisse, è evidente, nel senso più proprio - quello di una visione immediata - che l'arcipittore Magius, i suoi allievi e i suoi imitatori hanno potuto figurare solo a partire da ciò che vedevano, per cui abbondano le architetture, gli altari recanti calici, le corone votive sospese sopra gli altari, che sono come la proiezione onirica di ciò che i monaci mozarabici vedevano nelle loro chiese e vivevano tutti giorni, soprattutto nelle grandi festività. » (Ibidem, pp. 47-48).
Questa liturgia, questi oggetti, queste luci colpirono anche gli Arabi, come quel cancelliere musulmano che aveva assistito a una funzione notturna in una chiesa di Cordova, come lo riporta il suo cronista, anche lui di fede musulmana:
« La vide ornata di rami di mirto e sontuosamente decorata, tanto quanto il suono delle campane stupiva l'orecchio, e che il brillare delle candele stupì i suoi occhi. Si arrestò affascinato suo malgrado, alla vista della regalità e della gioia sacra che si irradiava da quel luogo; si ricordò in seguito con ammirazione l'entrata del sacerdote e degli altri adoratori di Gesù Cristo, tutti rivestiti d'ornamenti ammirabili; l'aroma del vino vecchio che i ministri versavano nei calici dove il sacerdote poggiava le sue labbra pure; la modesta tenuta e la bellezza dei fanciulli e degli adolescenti che servivano presso l'altare; la recita solenne dei salmi e delle preghiere sacre; e tutti gli altri riti di quella funzione; la devozione e la gioia solenne insieme, con cui il rito si svolgeva, e il fervore del popolo cristiano....» (Ibidem, p. 49).

#### Manoscritti personalizzati
Se si fa astrazione da qualche visione tragica di dannazione o da qualche atteggiamento di disperazione, come fa notare Jacques Fontaine, «la dominante di questa opere è ben quella d'una contemplazione serena» (Ibidem, p. 361).

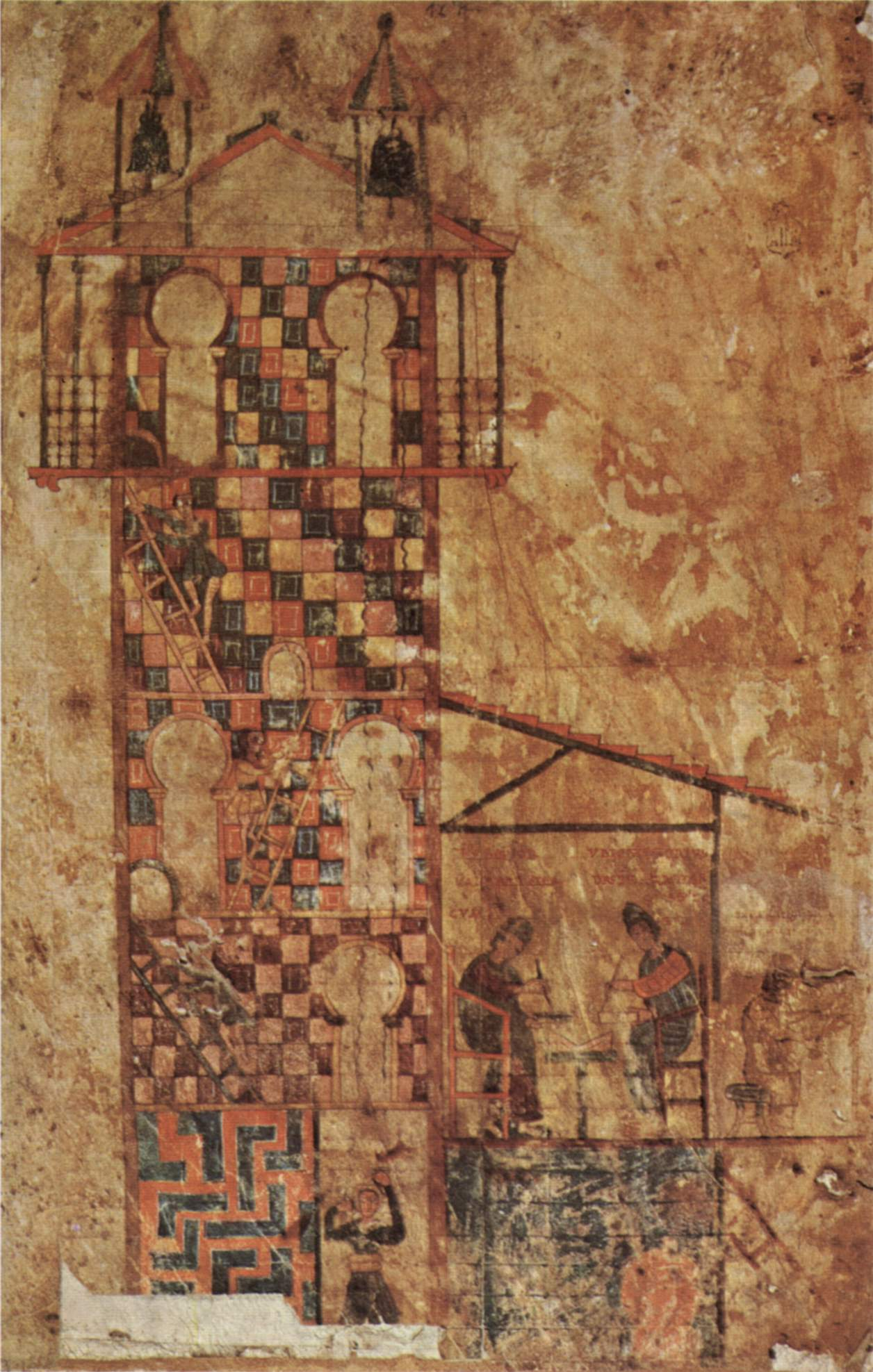
Beatus di Távara, f° 139 La Torre di Tavara

L'umanità e perfino il senso dell'umorismo sono presenti nei colophon. Così, nel Beatus di Távara, il miniaturista Emétérius, in un disegno, raffigura la torre della biblioteca e lo scriptorium contiguo, ove raffigura se stesso aggiungendo le parole: «Oh torre di Távara, alta torre di pietra, è lassù che, nel primo locale della biblioteca, Emétérius è rimasto seduto, tutto curvo sul suo lavoro durante tre mesi, e che ebbe tutte le sue membra rattrappite dall'uso del calamo.. Questo libro è stato terminato il 6 delle calende di agosto dell'anno 1008 dell'era alla ottava ora.» (Ibidem, p. 361.)
Questi colophon sono così numerosi solo nelle opere mozarabiche. I Beatus possono così essere attribuiti e datati con grande precisione, ciò che permette uno studio serio sulla loro filiazione stilistica. Sappiamo così che Magius ha realizzato le illustrazioni del Beatus della Pierpont Morgan Library, che il suo allievo Emétérius fu lui stesso coadiuvato da una monaca, Ende per la realizzazione del Beatus di Gerona.

#### Tecnica e colori
Il supporto è generalmente la pergamena, ma anche la carta (presente nella penisola già dall'XI secolo).
Il testo era scritto con l'inchiostro bruno (o diventato tale). I titoli sono spesso in rosso Questo colore serviva anche a delineare i contorni degli elementi della pagina. I pittori, ciò facendo, seguivano le raccomandazioni di Isidoro di Siviglia tratti dalle Etymologie: si tracciano dapprima i contorni, poi si procede al riempimento delle figure mediante il colore.

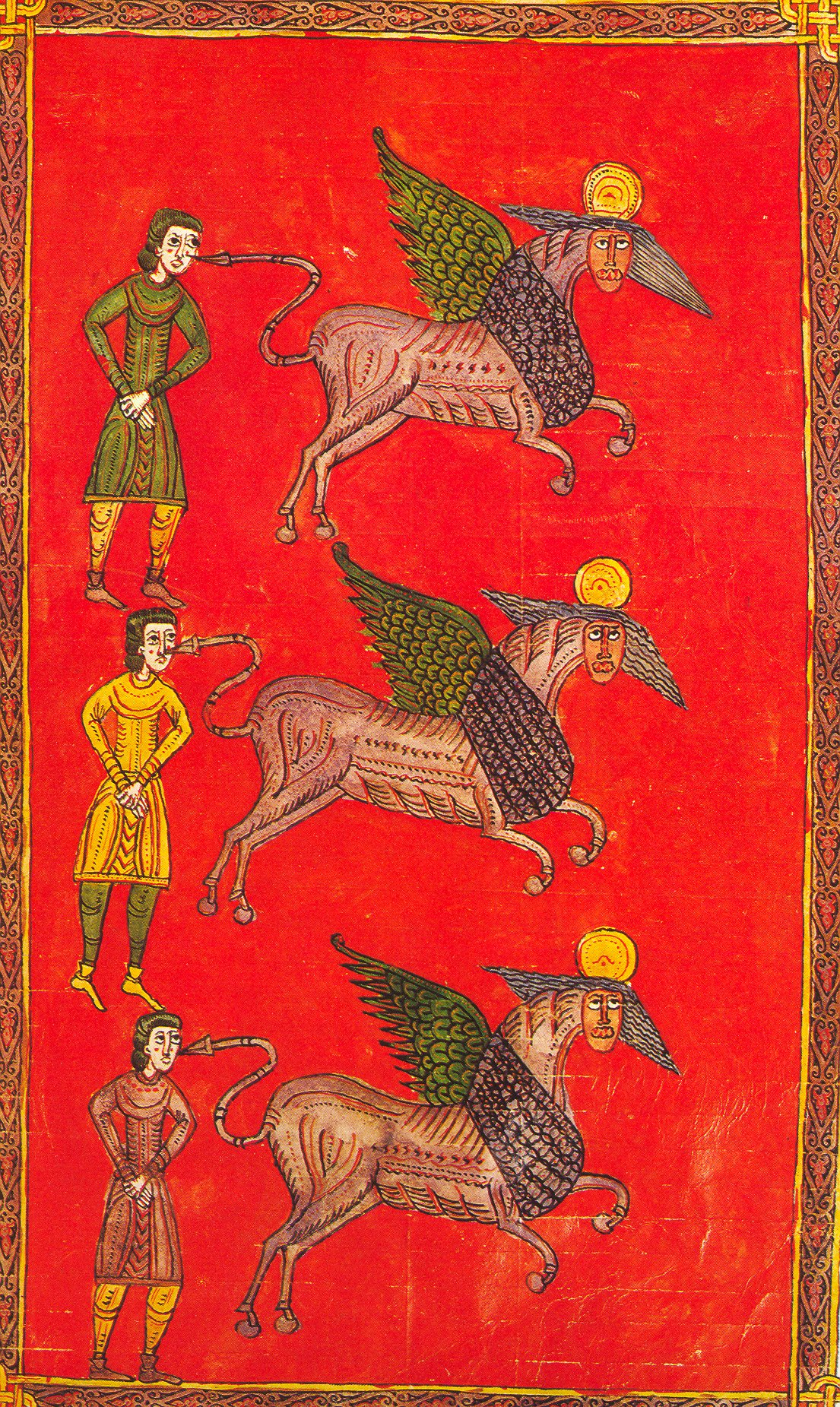
Beatus di Burgo de Osma, f°108 La 5ª Tromba: I cavalli infernali

I colori delle miniature sono il rosso (più o meno scuro), l'ocra, il verde scuro, il rosa-malva, il blu scuro, il violetto, l'arancio e soprattutto il giallo molto luminoso, molto intenso, tipico della pittura mozarabica. Il blu chiaro e il grigio sono rari.
I colori « caldi » sono predominanti: rosso, arancio, giallo. Qui ancora i pittori seguono al lezione di Isidoro di Siviglia che stabilisce una relazione etimologica (dunque, per lui, fondata sull'Essenza stessa delle cose) tra le parole colore (latino color) e calore (latino calor): « I colori sono chiamati così perché sono portati al loro compimento (perfezione) dal calore del fuoco o del sole » (Etymologie, XIX, capitolo XVI).
L'oro (metallo) è molto raro. Lo si trova utilizzato, o previsto solo nei Beatus di Gerona e di Urgell.
Taluni manoscritti sono rimasti incompiuti, ciò che, come sempre, ci informa sulle tappe della loro elaborazione. Nel Beatus di Urgell (Ms 26, fº 233) o in quello della Real Academia de la Historia di Madrid (Ms 33, fº 53), il disegno è solo parzialmente riempito di colori.
I colori sono puri, senza mezze tinte, senza mescole, senza transizioni dall'uno all'altro. Il modellato è assente.
A differenza dei primi Beatus abbastanza opachi, o perlomeno discreti, i Beatus del secondo stile (metà del X secolo) colpiscono per lo splendore dei colori che sottolinea l'originalità della loro ripartizione nello spazio. Senza dubbio ciò è dovuto all'utilizzo, su un fondo verniciato alla cera, di nuovi leganti, come l'uovo e il miele che permettono di ottenere velature e toni vivi, luminosi.

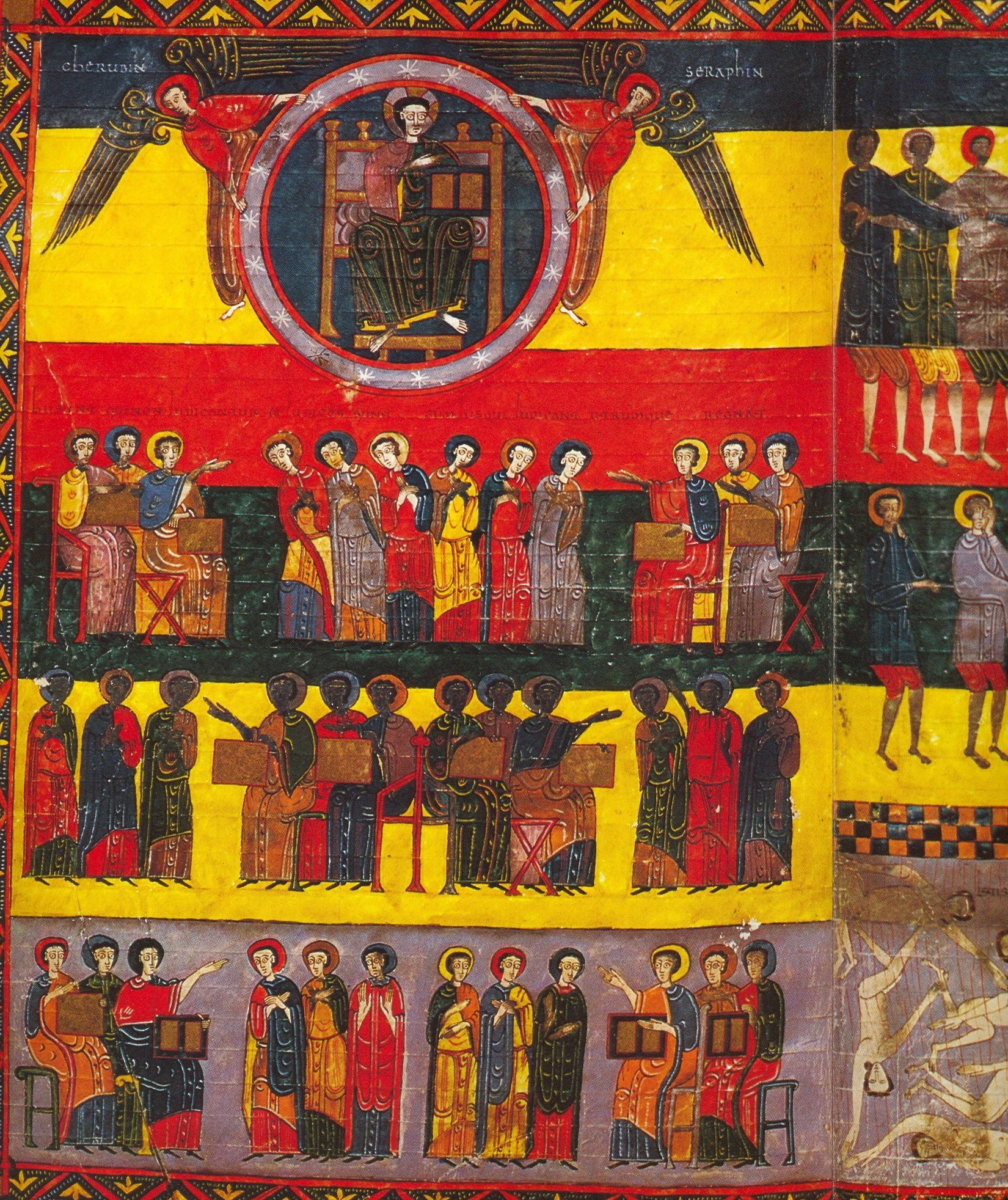
Beatus di Facundus, f°250v Il Giudizio finale

Se si eccettuano le raffinatezze dei toni del Beatus della Pierpont Morgan Library (e l'esotismo unico del Beatus di Saint-Sever), i colori sono piuttosto distribuiti in opposizioni intense, e sono largamente utilizzati per contribuire allo spaesamento delle scene.
« Affermiamo qui che i toni usati dai pittori mozarabici sono assai poco verosimili e, al contrario, spesso impiegati per il loro impatto. Questo aspetto del colore, nella pittura figurativa è la stessa che era considerata come normale, e perfino fondamentale, da Isidoro di Siviglia: « Comunque, si afferma cosa dipinta come cosa finta, poiché qualsiasi dipinto è immagine finta e non realtà; la si dice tinta uniformemente, ossia dovuta ad una colorazione, in un certo modo, artificiosa. In sé stessa nulla d'autentico, niente di vero » (Mireille Mentré, op. cit., p. 162).
Quando Isidoro di Siviglia parla di verità, intende la conformità alla realtà sensibile. Ma come abbiamo visto per il problema dello spazio, i pittori dei Beatus non cercano di adeguarsi con il mondo della percezione. La realtà che ci portano a conoscere è di ordine spirituale.
I colori non sono né mescolati, né smorzati, né sbiancati. Il modellato, l'ombra, lo smorzato appaiono solo nel Beatus di Sant-Sever.
Nei Beatus spagnoli la vivacità dei colori, il loro contrasto, la violenza stessa di talune sovrapposizioni, guidano stranamente lo sguardo a non mai fermarsi sulla visione d'insieme, ma lo riportano agli elementi costitutivi della pagina.
Anche qui, come con l'uso dello spazio, lo scopo del pittore sembra essere quello di distrarre lo spirito dalle tentazioni di naufragio nell'accidentale per riportarlo all'essenziale del messaggio offerto nella contemplazione estetica.

#### Forme, distribuzione e significato

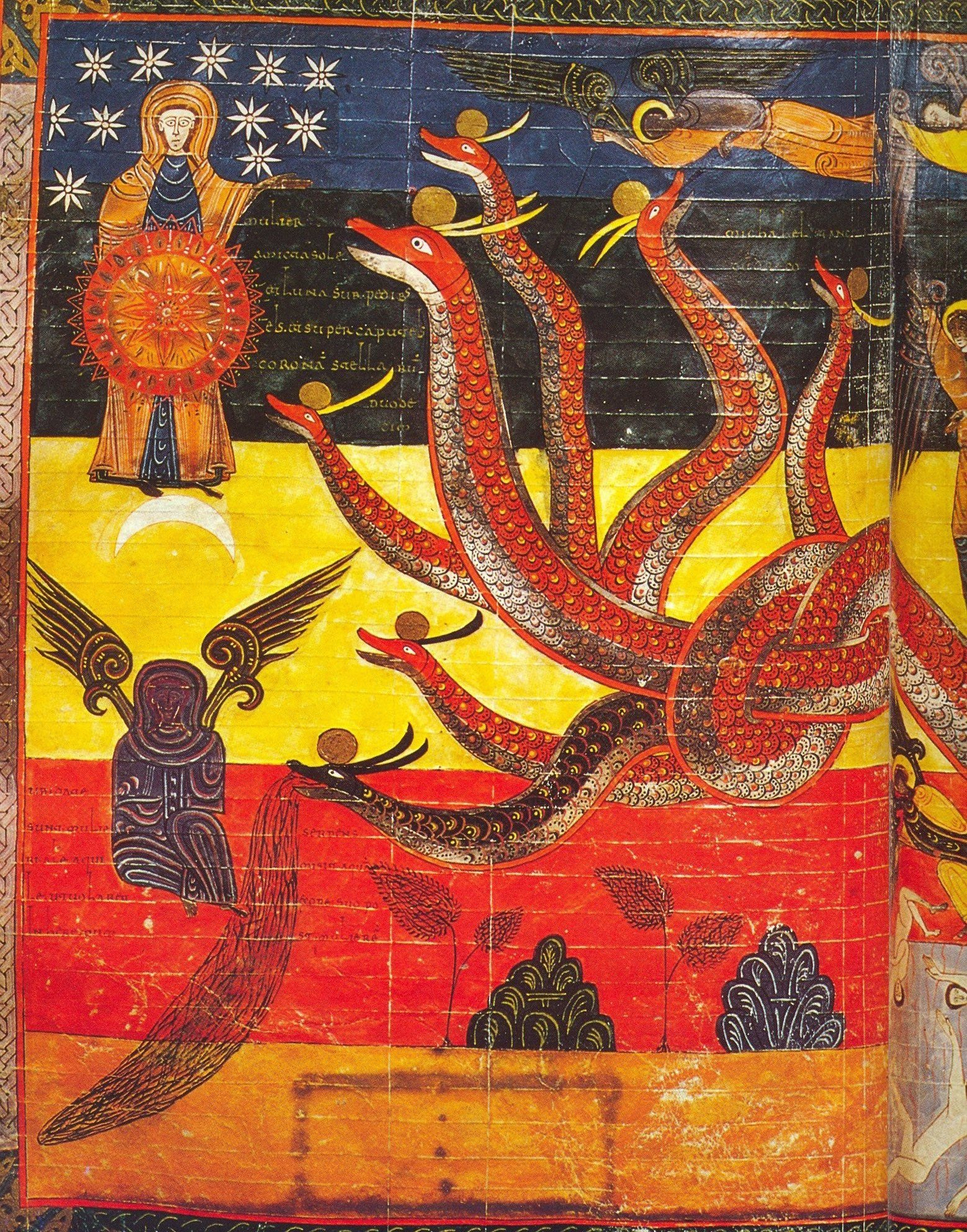
Beatus di Facundus, f° 186v La Donna e il Dragone

Una delle caratteristiche di molte pagine dipinte dei Beatus è la presentazione delle scene su uno sfondo di larghe fasce dipinte orizzontalmente, che non corrispondono a nessuna realtà esteriore. Non si tratta di cielo, d'acqua, di orizzonte o di effetti voluti per allontanare o ravvicinare. Si parla, a giusto titolo, di astrazione dello spazio ad opera del colore.
« Come più tardi con El Greco, la pittura si dimostra qui metodo spirituale », scrive Jacques Fontaine (Opera citata, 363). Il mondo sensibile è purificato dai suoi elementi aneddotici per non lasciar spazio che all'essenziale. Si tratta di mostrare che succede qualcosa senza essere distratti dalla descrizione dei luoghi dove la scena avviene. Gli attori del dramma apocalittico scrutano prioritariamente quello che succede nella loro anima (o nella nostra), con « questa fissità stravolta, che giunge a volte fino all'estatico, allo smisurato, al tétanisé», per riprendere la formula di Mireille Mentré (La peinture mozarabe, 1984, PUPS, Paris, 155).
Le forme sono molto geometrizzate e la schematizzazione raggiunge talvolta l'astrazione, come la rappresentazione delle montagne con cerchi sovrapposti. Queste convenzioni sono comuni a molti manoscritti.
Tuttavia l'aspetto decorativo non sopravanza mai quello simbolico: malgrado la deformazione delle forme, il moltiplicarsi delle angolature visive in una medesima scena, le immagini rimangono eminentemente e chiaramente referenziali. Lo schematismo e l'ornamentazione non prendono mai il sopravvento sulla leggibilità.
Taluni manoscritti presentano delle « pagine-tappeto », piene pagine poste generalmente all'inizio del libro, dove si trovano, prese entro motivi geometrici e labirinti, delle informazioni sullo scriba, il pittore o il destinatario del manoscritto. Queste pagine imitano le rilegature (contemporanee del libro, ma ugualmente copte, sembra), e talvolta assomigliano a dei tappeti persiani, turchi.
Nel Beatus di Saint-Sever, cui sarà riservata una parte speciale, si trovano delle pagine tappeto in cui gli intrecci sembrano d'ispirazione irlandese.

#### L'angolo visuale e la realtà concettuale

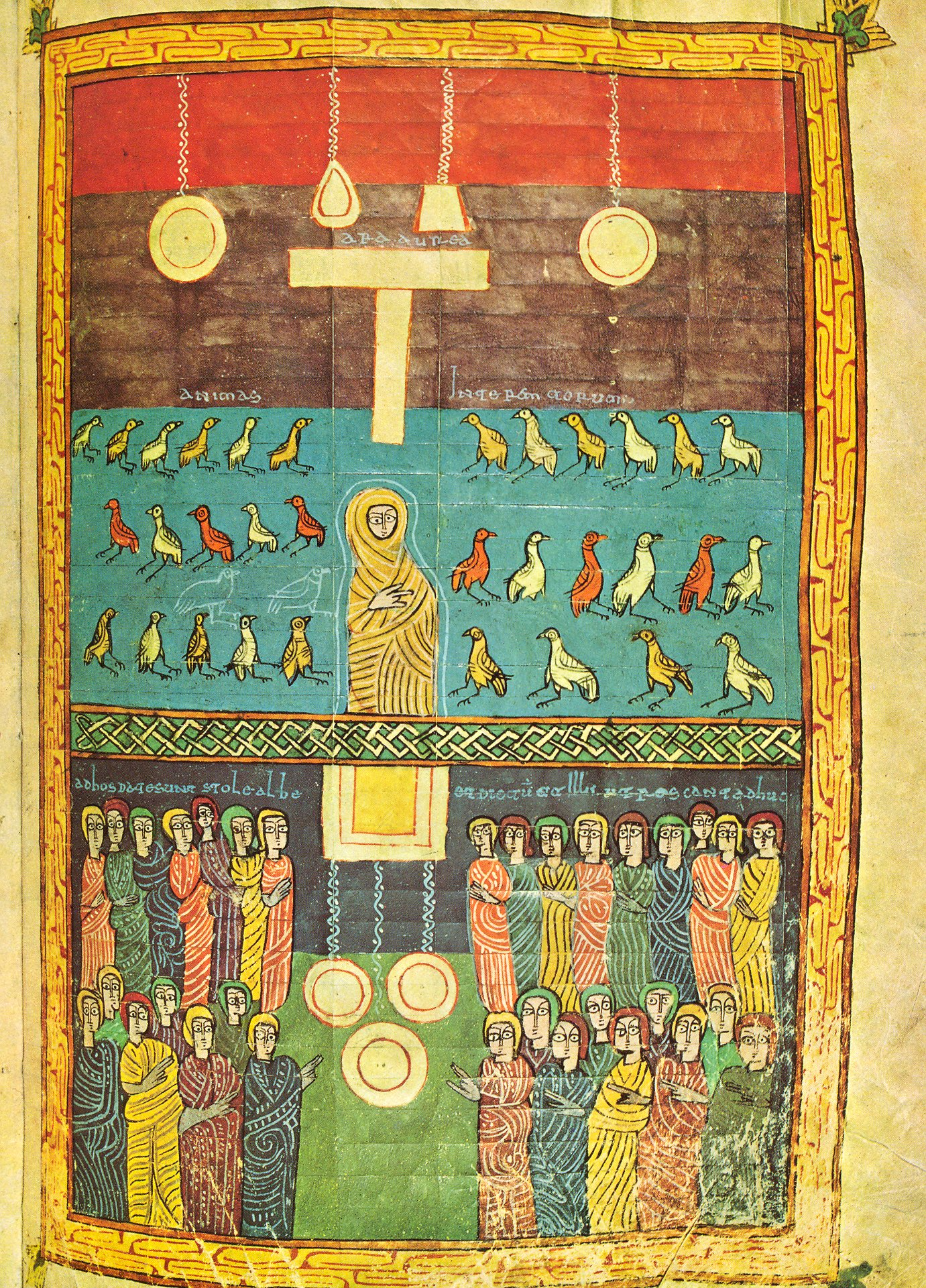
Beatus d'Urgell, f°106 Il Quinto Sigillo

Bisogna tornare sull'importanza dei punti di osservazione. Non c'è prospettiva nella pittura mozarabica, e specialmente nei Beatus. Inoltre la bidimensionalità delle figure induce a rappresentarle simultaneamente da vari lati, che è pure una particolarità dell'arte copta. Ma, a differenza delle raffigurazioni copte in cui lo scorcio e il trequarti sono presenti, i manoscritti mozarabici rifiutano tutto ciò che possa evocare una tridimensionalità. Non solamente una figura può essere composta di fronte e di profilo, ma i dettagli di ognuno di questi due aspetti di un elemento possono essere presentati in un modo apparentemente incoerente di fronte e di profilo.
« L'esempio più tipico è quello della rappresentazione delle anime dei martiri sotto l'altare nel frammento del Beatus conservato a Silos. L'altare, nella parte superiore dell'immagine, è visto frontalmente; il medesimo altare, nella parte inferiore, è visto dall'alto; i corpi decapitati dei martiri, nella parte superiore dell'illustrazione, sono visti dall'alto; le teste dei martiri sono posate in piano, di lato, parallelamente alla pagina; gli uccelli simboleggianti le Anime son visti di profilo; nella zona superiore delle corone votive sono poste ai lati dell'altare e viste frontalmente, e nella zona inferiore sono sopra l'altare, viste dal basso; la testa di Cristo è resa di fronte e in dignitosa visione. » (Mireille Mentré, Opera citata, 156-157). Il Beatus d'Urgell presenta un'immagine simile.
Talvolta una pagina mostra una città le cui mura ci fronteggiano e, superiormente, ciò che si trova nel loro interno. Ciò che importa al pittore è il fatto di rappresentare tutti gli elementi essenziali di una visione, come se lo spettatore vi si trovasse pienamente coinvolto.
« Osserviamo per esempio il flagello dell'Apocalisse in cui il quarto angelo suona, oscurando la luna, il sole, gli astri, così come si manifesta nel Beatus della Pierpont Morgan Library (Ms 644, f° 138v): teoricamente bisogna porsi precisamente di faccia agli astri, poi molto esattamente di faccia all'angelo, e, alla fine, di fronte alla terra, poiché ognuna delle figure è fruibile direttamente e in modo autonomo; e tutte sono identiche all'occhio dello spettatore. Si ottiene cosî una visione ottica parcellizzata e concettualmente disposta. » (Mireille Mentré, op. cit., p. 158).
L'autore di questa tesi sulla pittura mozarabica sottolinea bene ciò che all'artista veramente importa, ossia la coesione concettuale e non quella percettiva. Ciascun elemento è in relazione diretta con lo spettatore, ma non mantiene una relazione strutturale con gli altri elementi. L'immagine non è il luogo ove si organizzano degli insiemi di oggetti per offrire la rapprersentazione di una scena reale; è la disposizione degli elementi del racconto, presi singolarmente, che devono colpirci con la loro dimensione simbolica che un verismo, seppur attenuato, ci farebbe dimenticare.
« La sintesi percettiva non si realizza al livello degli oggetti, né nemmeno al livello degli insiemi; e anche probabilmente non è stata nemmeno applicata nelle immagini di questo tipo. Le visioni utilizzate e le relazioni instaurate fra i motivi e le figure rivelano dei criteri, in fin dei conti, che non possono assolutamente essere considerati come percettivi - se s'intende per percezione la sintesi che facciamo dei dati offerti alla vista. Le arti classiche offrono un materiale che permette di ricostituire tale sintesi o facendolo più o meno illusoriamente per noi. La pittura mozarabica non parte da questo presupposto, o piuttosto gli ha fatto subire un capovolgimento. La coesione dell'immagine opera essenzialmente al livello dei concetti, piuttosto che al livello delle realtà tangibili; la figurazione è un supporto soprattutto alla comprensione e alla riflessione, più che un luogo verosimile per una scena reale. » (Ibidem, p. 159).
I Beatus in tal modo ci offrono un'audace demoltiplicazione delle scene destinate a favorire la lettura spirituale. « Le figure sono da interpretare secondo l'ordine mentale e non secondo l'ordine di una realtà sensibile legata ad un luogo, un tempo, uno spazio unici e sintetici. » (Ibidem, p. 154).
L'arte qui si fa ausiliaria del senso profondo del testo. La visione apocalittica non è la semplice occasione per un'opera d'arte: essa ne è la sostanza al punto che sembra nutrirsi delle immagini e poco ci manca che queste non diventino altrettanto necessarie delle parole: v'è la tentazione di dire che il viaggio mistico nei Beatus è indispensabile per completare e purificare la nostra intelligenza del messaggio gioannita.

#### Dai modelli alle esercitazioni di scuola
Non necessariamente tutti gli artisti di talento sono dei geni creativi. Costoro hanno prodotto delle opere originali, non nel senso volgare del termine, ma in quanto esse hanno prodotto opere originali e nuovi modi di porre e risolvere problemi estetici. In tal modo alcuni Beatus derivano da un pensiero fondante, mentre altri non sono che sontuosi esercitazioni di scuola.
È il caso del Beatus dipinto da Facundus per Ferdinando I di León e la regina Sancha e terminato nel 1047. Le miniature sono prive di originalità nella composizione. L'opera ci affascina coi suoi colori splendenti dovuti soprattutto a un perfetto stato di conservazione, ma anche per l'eleganza delle forme. Tuttavia bisogna ammettere che Facundus segue meticolosamente, sul piano della struttura, le miniature del Beatus d'Urgell realizzato a Rioja o León nel 975.
Basta confrontare il fº 19 d'Urgell (Il Cristo recante il Libro di Vita) con il fº 43 di Facundus; la doppia pagina 186v 187 d'Urgell (La Donna e il Dragone) con la doppia pagina 253v 254 di Facundus. Si potrebbero elencare altre pagine ancora, fino al Beatus francese di Saint-Sever che riprende molto sovente l'impaginazione dei manoscritti mozarabici, e che analizzeremo più avanti.

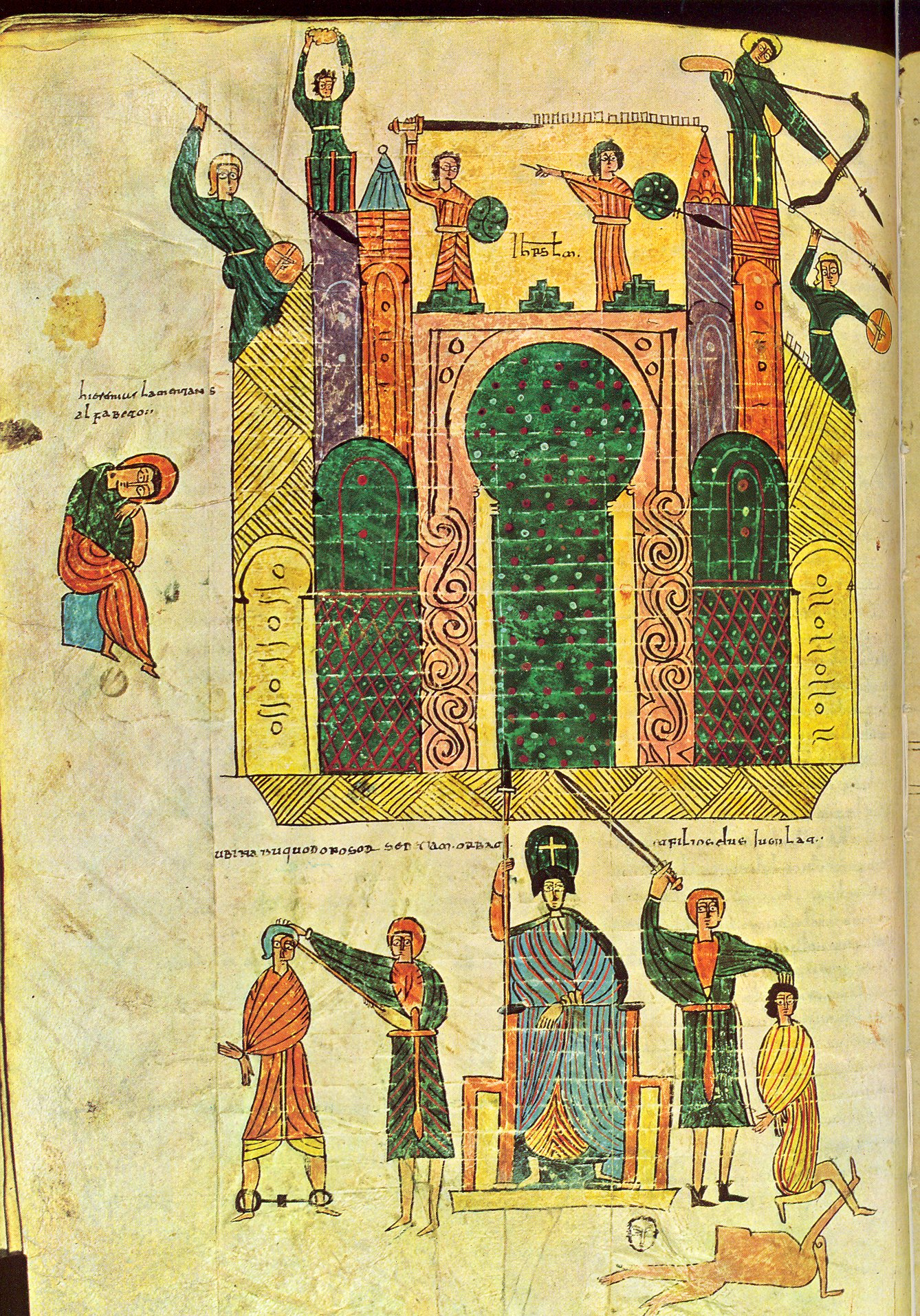
Beatus d'Urgell, fº208v Nabucodonosor II assedia Gerusalemme
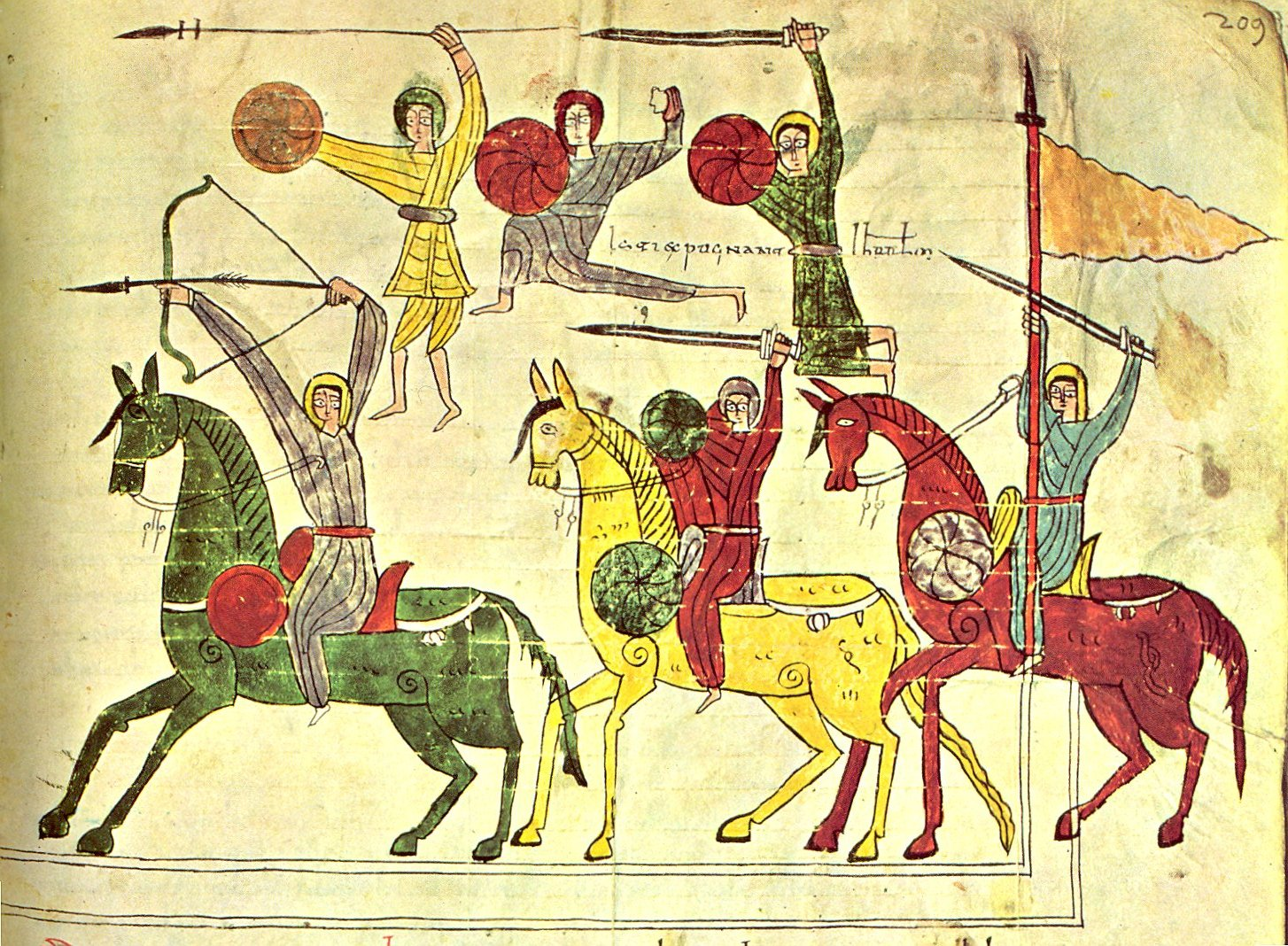
Beatus d'Urgell, fº209 dettaglio dell'assedio di Gerusalemme di Nabucodonosor
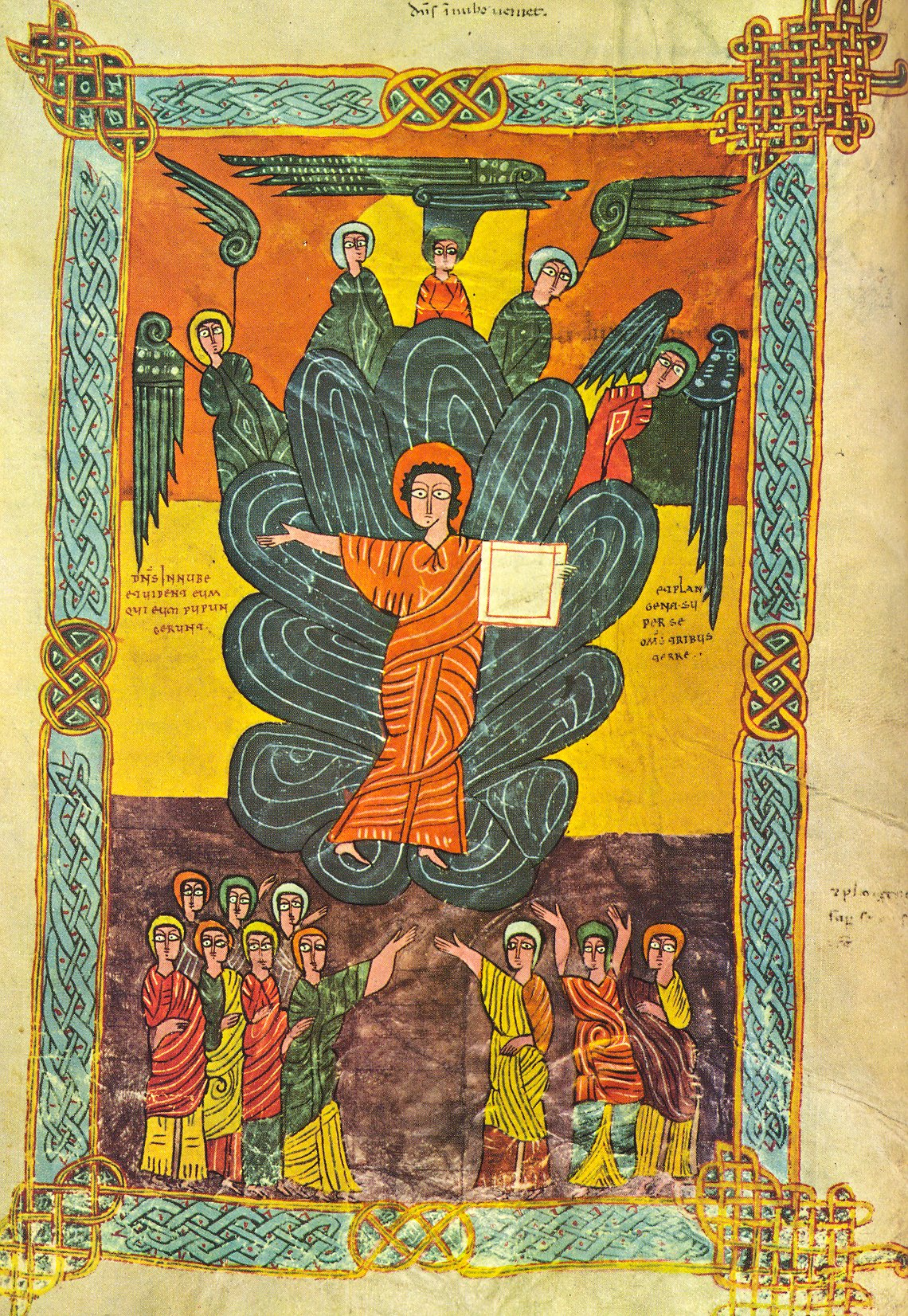
Beatus d'Urgell, fº19, La Grande Teofania
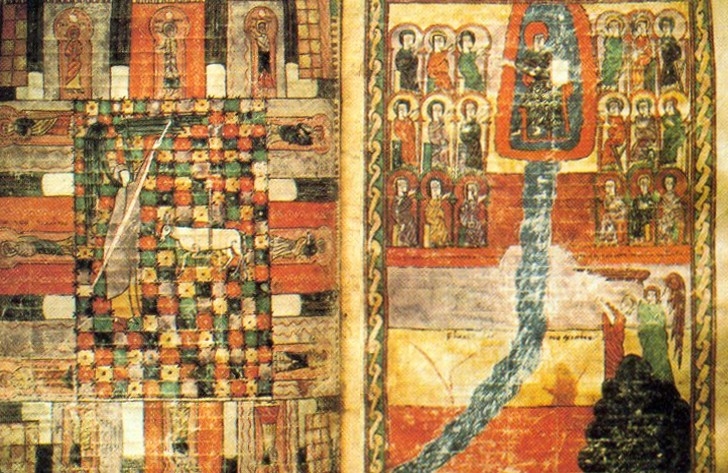
Beatus d'Urgell, fº198v-199 La Nuova Gerusalemme, il Fiume della Vita
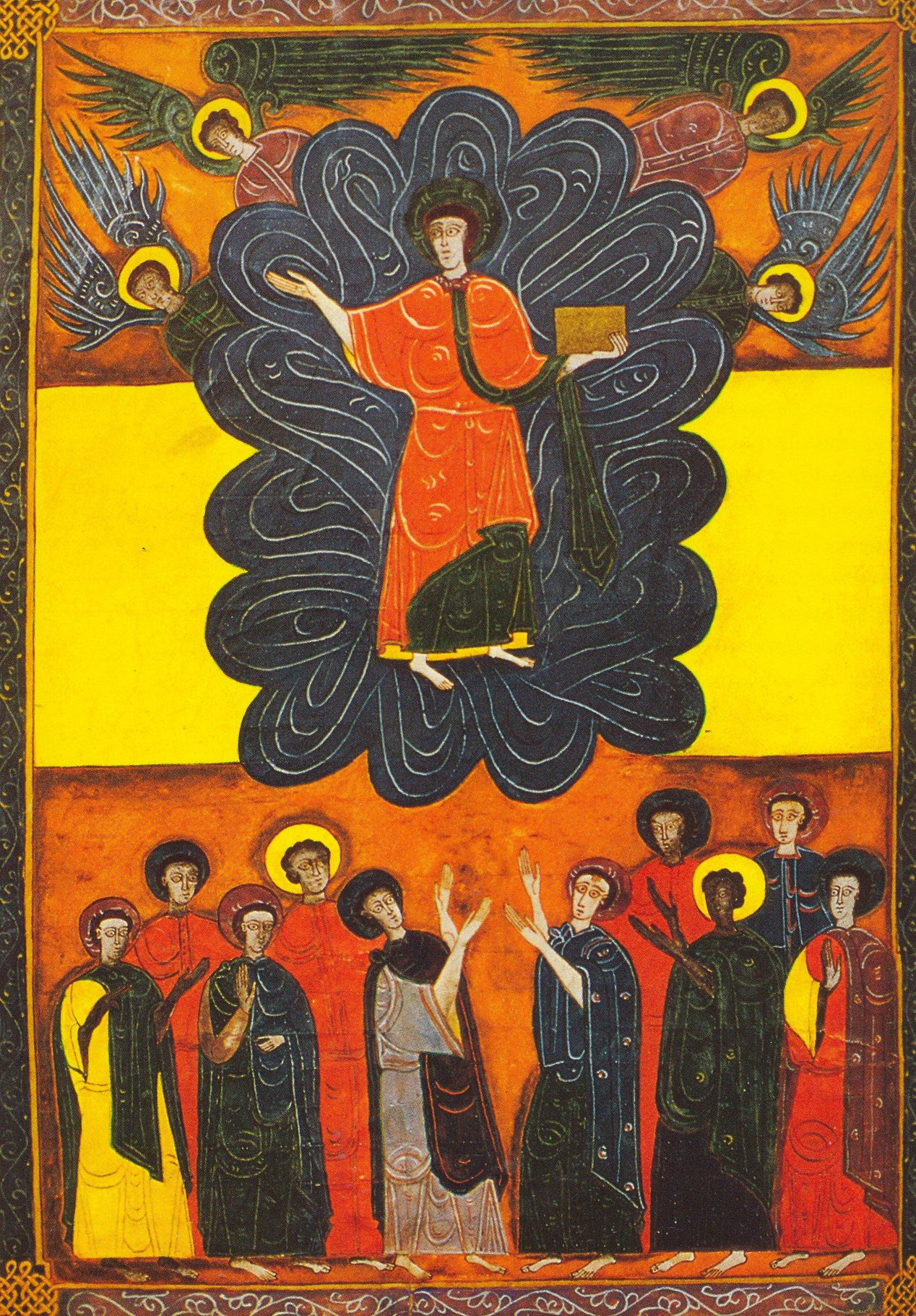
Beatus di Facundus, fº43v, La Grande Teofania
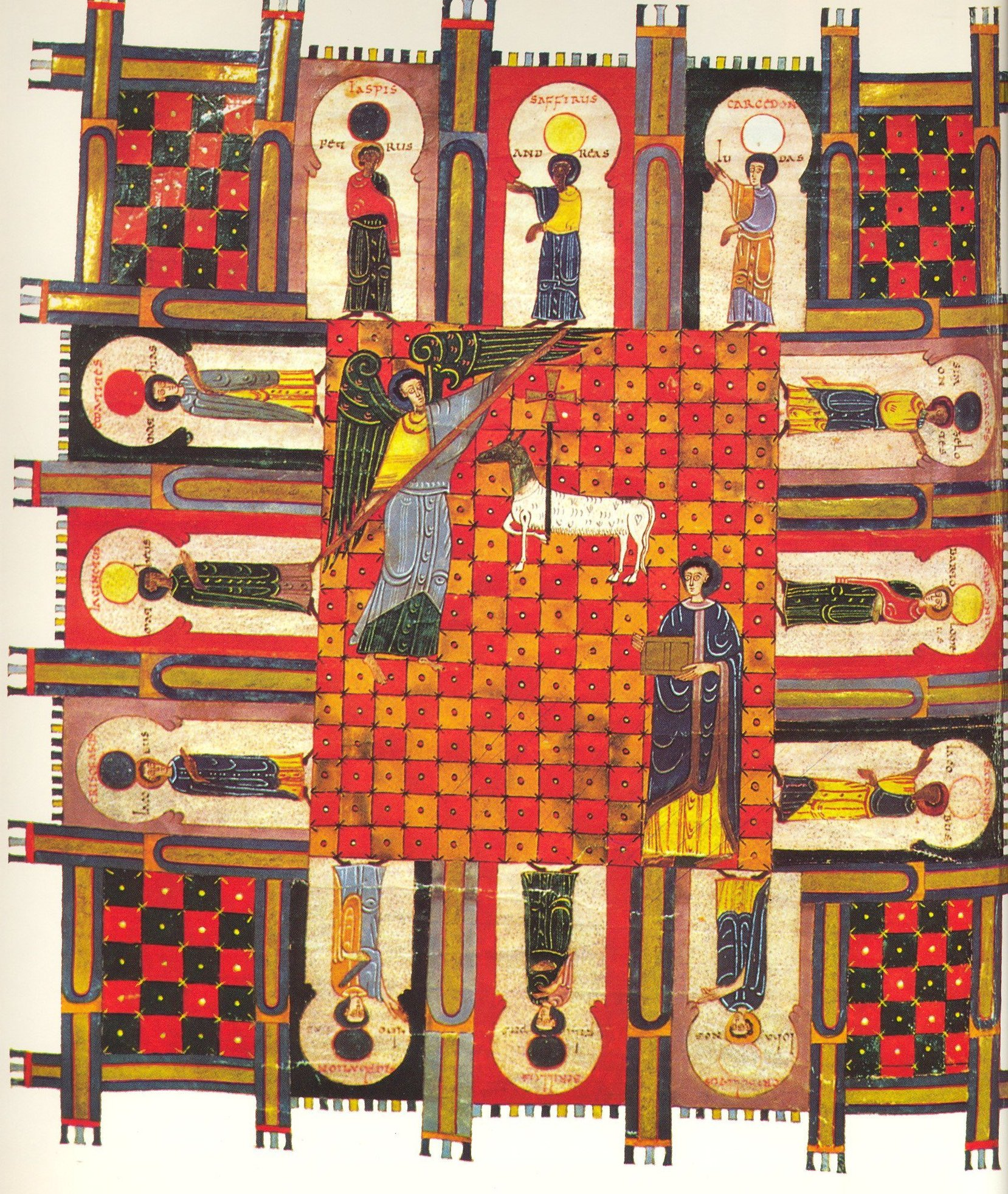
Beatus di Facundus, fº253v La Nuova Gerusalemme

Facundus s'ispira anche molto abbondantemente al Beatus di Valladolid, terminato dal pittore Oveco nel 70. Pensiamo al fº 93 del Beatus di Valladolid e al fº 135 di Facundus, o al fº 120 del Beatus di Valladolid confrontato al fº 171 di Facundus.

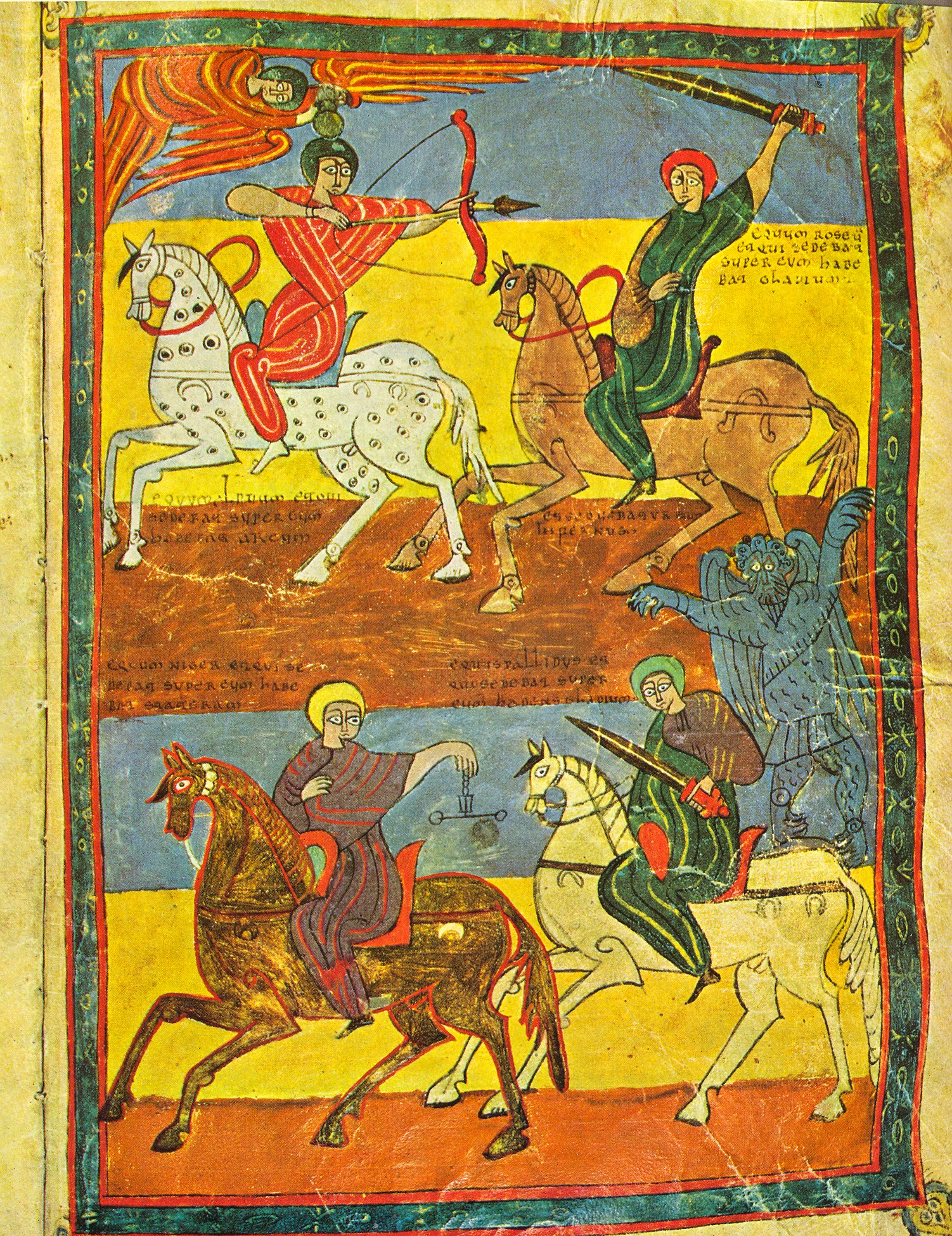
Beatus di Valladolid, fº93 I 4 Cavalieri
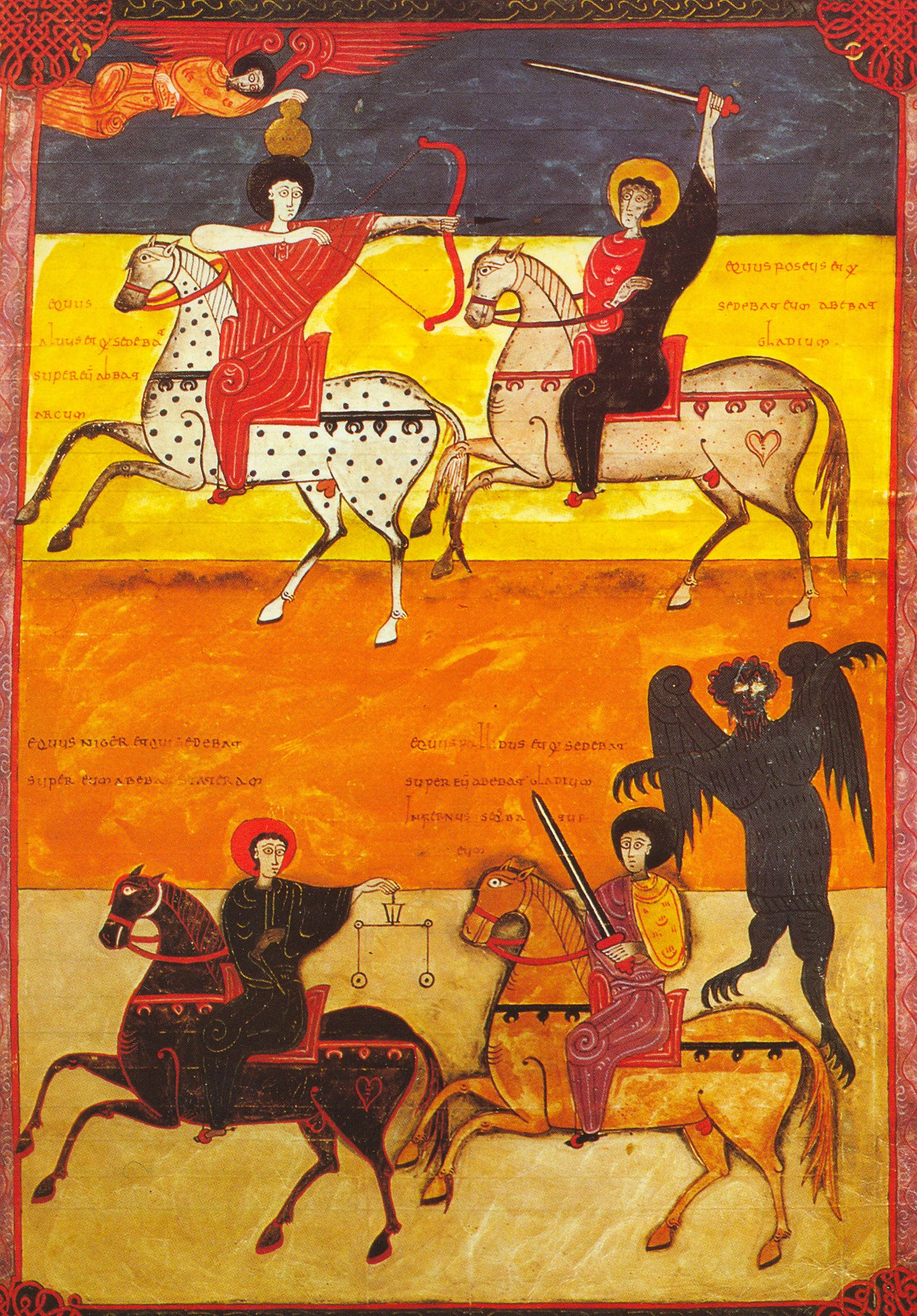
Beatus di Facundus, fº135 I 4 Cavalieri
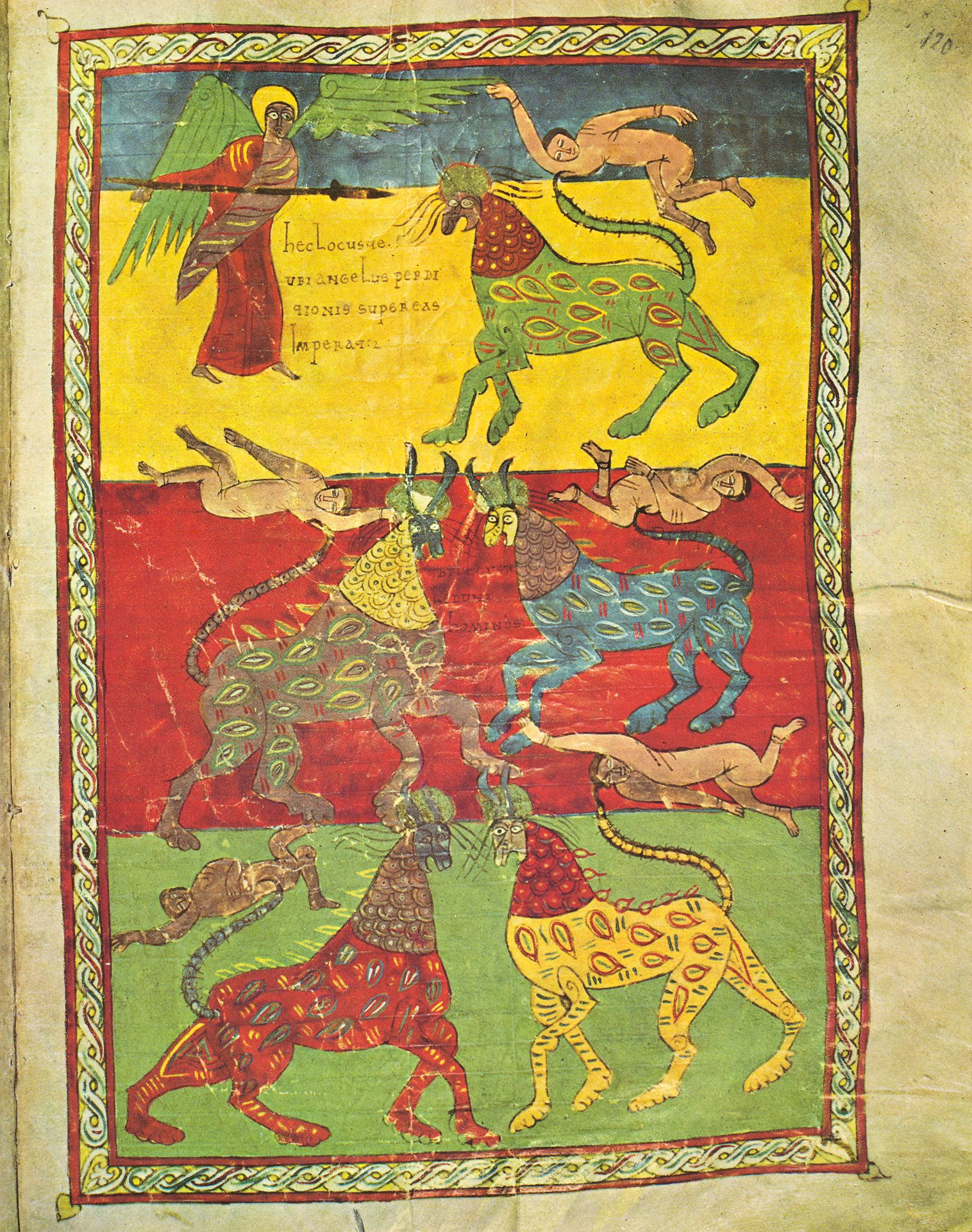
Beatus di Valladolid, fº120 Le Bestie mostruose
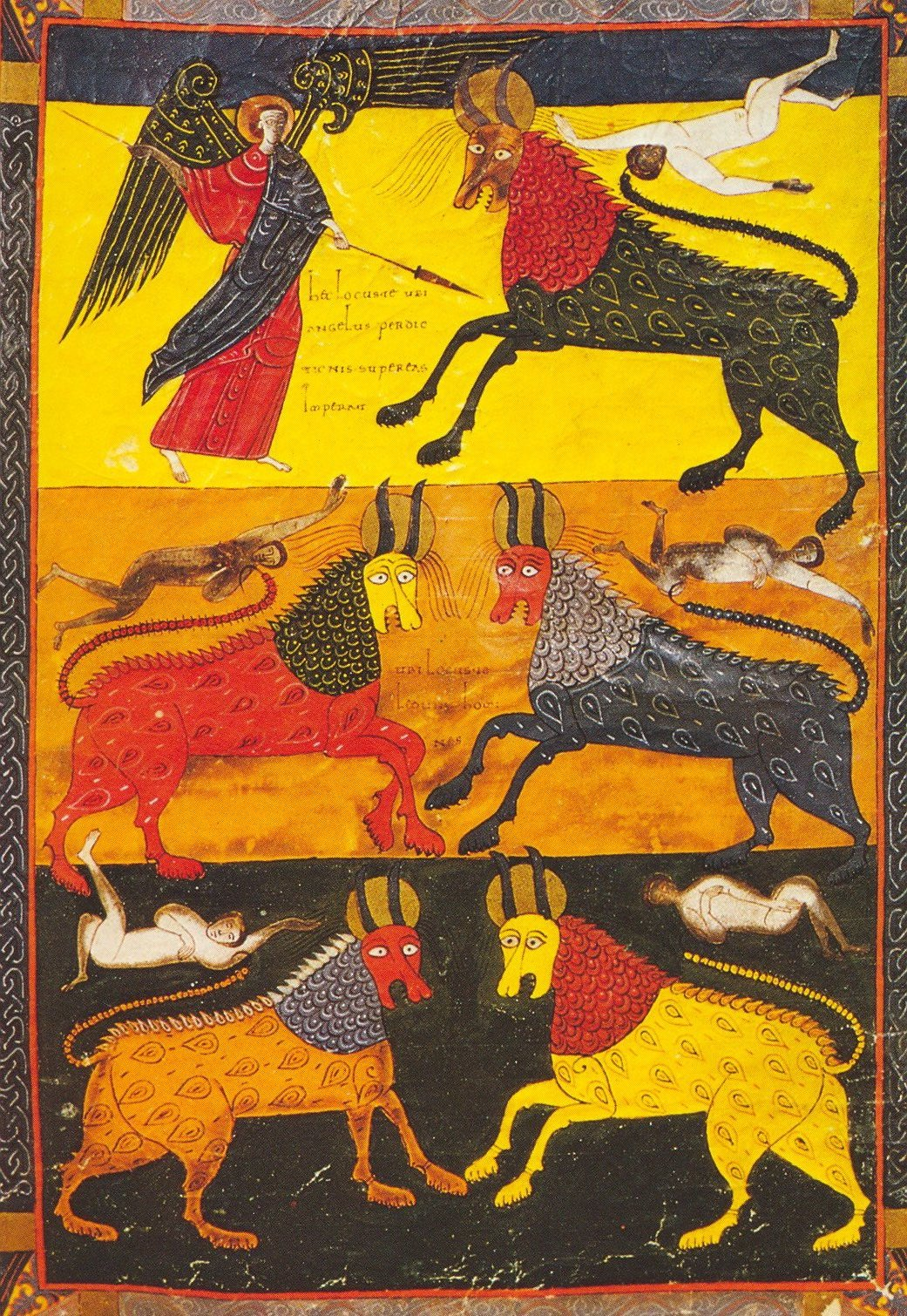
Beatus di Facundus, fº171v Le Bestie mostruose

Facundus è anche molto influenzato dall'arte di Magius (Beatus della Pierpont, terminato nel 960); tutte queste opere presentano un'evidente filiazione con la Bibbia del 960 dipinta da Florentius e conservata nella collegiale di San Isidoro di León.
Facundus non inventa. Ammorbidisce le linee, conferisce maggiore finezza ai personaggi e ci propone delle immagini, a prima vista, più seducenti. Ma la seduzione non è lo scopo dell'arte, e taluni specialisti diranno che la sua opera denota scipitezza in confronto all'estetica dei Beatus anteriori.

#### Un manoscritto a parte: ilBeatusdell'Abbazia di Saint-Sever
Abbiamo già evocato questo manoscritto di cui bisogna sottolineare la specificità. È conservato alla Biblioteca nazionale di Francia (codice Ms Lat. 8878).
È il solo Beatus conosciuto in epoca romanica redatto a nord dei Pirenei. Consta del Commentario dell'Apocalisse del Beato di Liébana e del Commentario sul Libro di Daniele di San Girolamo. Le miniature vertono su:
1. Gli Evangelisti e i loro simboli.
2. La genealogia di Gesù (qui molto dettagliata).
3. Il Commentario all'Apocalisse.
4. Il Commentario al libro di Daniele.

Nei 292 fogli, si trovano 108 miniature, di cui 84 istoriate (di queste, 73 in piena pagina e 5 su due pagine). Le pagine misurano 365 x 280 mm.
Vennero prodotte sotto l'abate Grégoire de Montanere che diresse l'abazia per 44 anni, dal 1028 al 1072. Si conosce il nome di un copista, che forse fu anche il pittore, Stephanius Garsia. I differenti stili delle miniature portano a supporre che vi furono più scribi e miniaturisti. Malgrado ciò le immagini presentano una certa unità:
1. Lo stile è quello romanico francese e se alcune illustrazioni-tappeto testimoniano in influenza straniera, questa è più orientata verso l'Irlanda.
2. Ciò nonostante lo stile è quello mozarabico. Molte sono le analogie, segnaliamo la struttura delle doppie pagine che rappresentano i 144 000 Eletti del Beatus di Urgell e il nostro, come l'altare a T, ecc.

La miscela degli stili è molto presente, per esempio, nella rappresentazione della Nuova Gerusalemme che in tutti i manoscritti mozarabici è formata da un quadrato, ma a Saint-Sever, le arcate delle mura sono di stile romanico, a tutto tondo, e non più visigote con archi?
Questa miscela è evidente, per esempio, nella rappresentazione della nuova Gerusalemme:
come in tutti i manoscritti mozarabici, essa è formata da un quadrato, ma a Sint-Sever le arcature sono romaniche, a tutto sesto, e non più visigotiche a ferro di cavallo.

#### La lettera e lo spirito

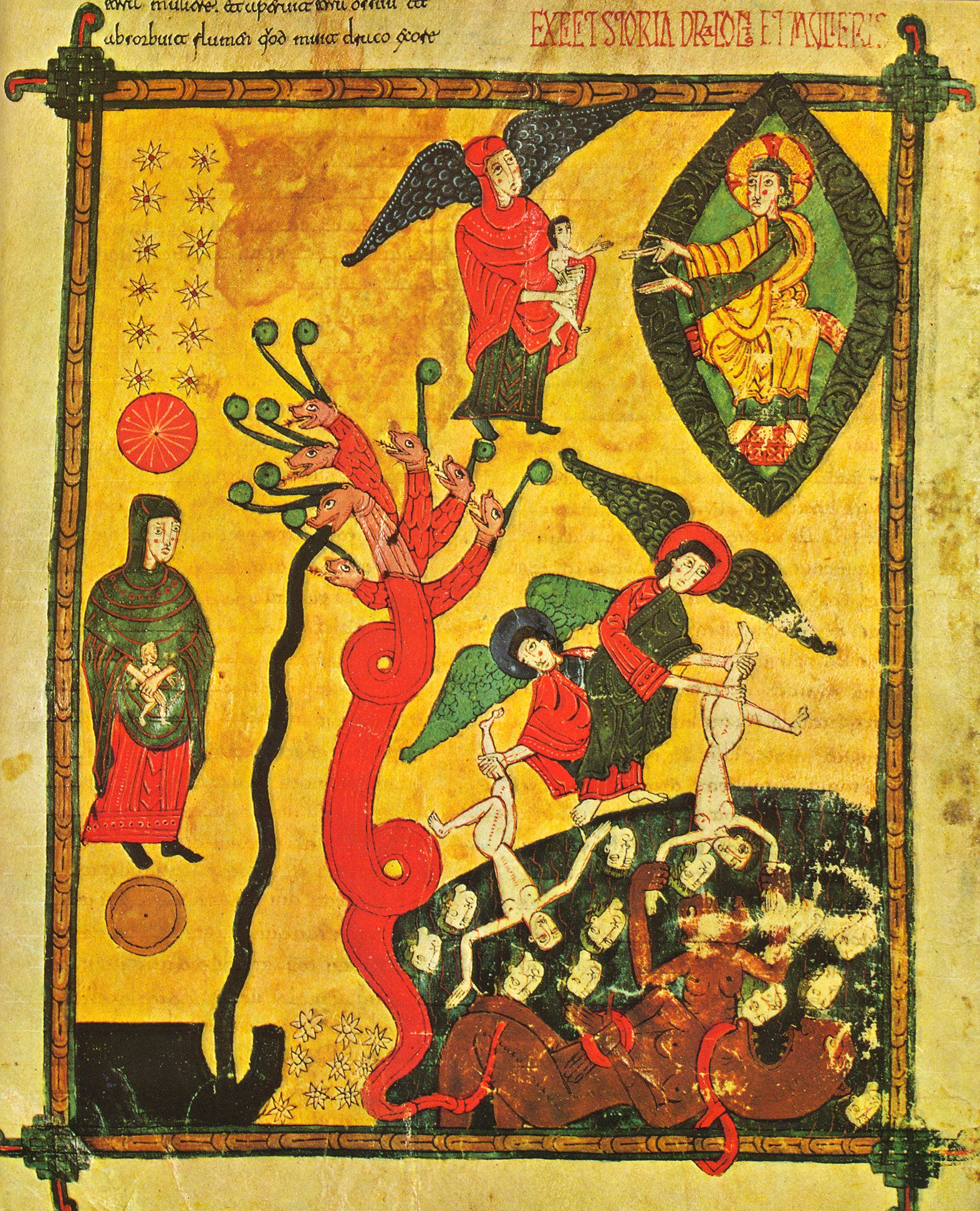
Beatus d'Osma, f°117v La Donna e il Dragone

Gli artisti dei Beatus hanno voluto evitare una massa di immagini ridondanti nei confronti del testo, troppo calcate sulle parole o legate al mondo familiare della nostra percezione.
Gli artisti dei secoli X-XI, l'abbiamo visto, hanno risolto il problema, snaturando le scene e rinunciando ad ogni elemento decorativo onde evitare che lo spirito del lettore sia sviato dall'essenziale. Così le miniature sono liberate, epurate da tutto ciò che può essere considerato aneddotico.

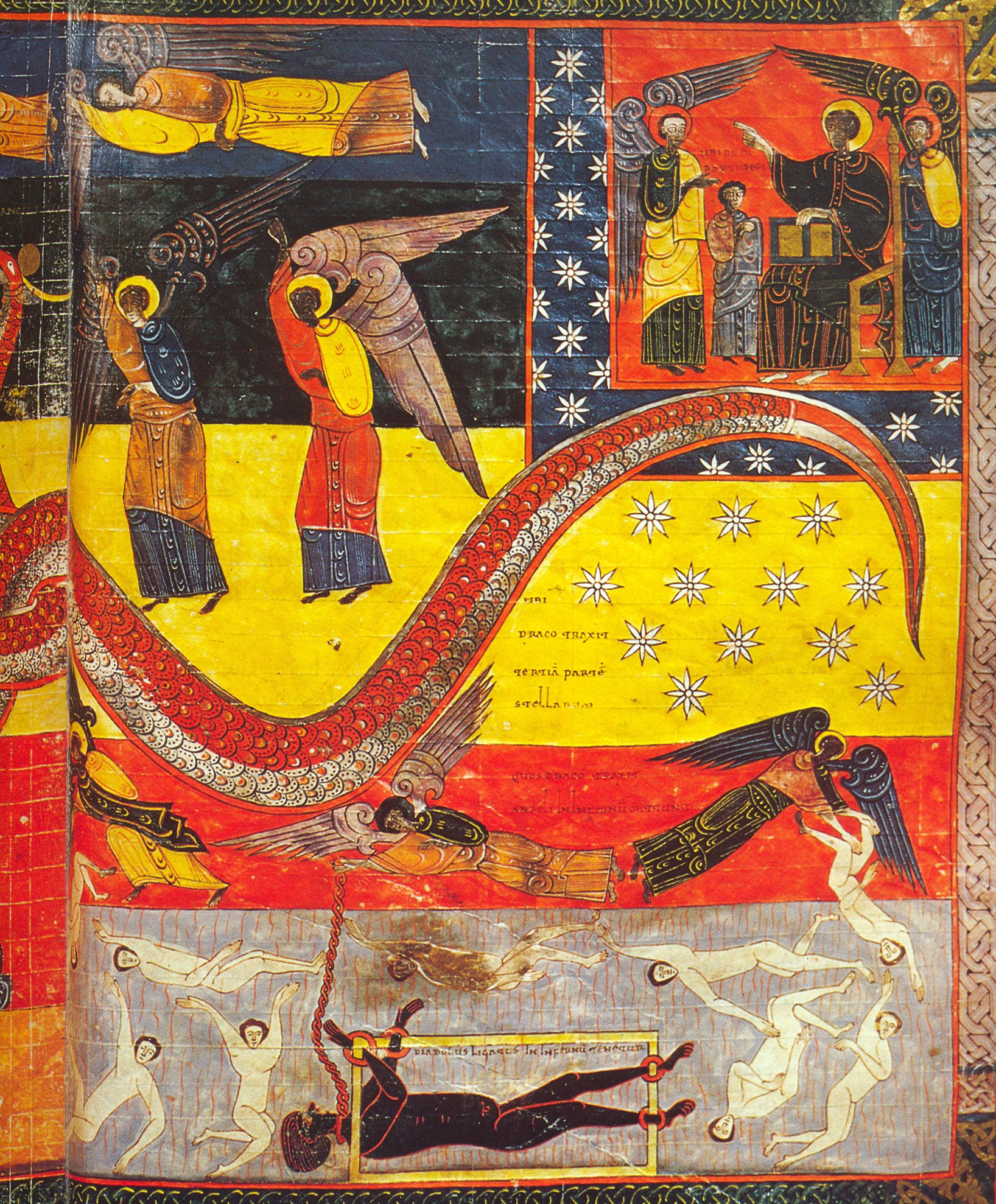
Beatus di Facundus, f°187 Il Diavolo incatenato all'Inferno

L'artista può anche aggiungere alla raffigurazione di una visione dei dati inerenti al commentario del Beatus. Ciò è visibile nel Beatus d'Osma (fº 117v) e nel Beatus di Facundus (fº 187), dove il Diavolo è presentato incatenato all'Inferno e gli angeli mandano a raggiungerlo tutti coloro che sono spazzati dalla coda del Dragone. Qui la miniatura si appropria del commentario del Beatus che, in riferimento al libro XII dell'Apocalisse, anticipa la menzione del libro XX che afferma che Satana è stato incatenato.
Il lavoro del pittore può essere ancor più complesso allorquando. in una medesima miniatura, procede ad un'audace sintesi di svariati episodi. Deve rinunciare alla trascrizione letterale. Se i 24 Vegli (o Saggi, o Anziani) rischiano, in uno spazio ridotto, di provocare un affollamento che celerebbe altri dati essenziali, ne raffigura solo 12! Poco importa: sappiamo bene che ve ne sono 24, poiché i testi lo affermano e che altre pagine li rappresentano tutti! Si diradano i ranghi, altrove si sopprimono ali, e così si ottiene spazio per offrire una visione globale tratta dai due capitoli. Ciò è visibile nella mirabile miniatura del fº 117v del Beatus di Facundus.

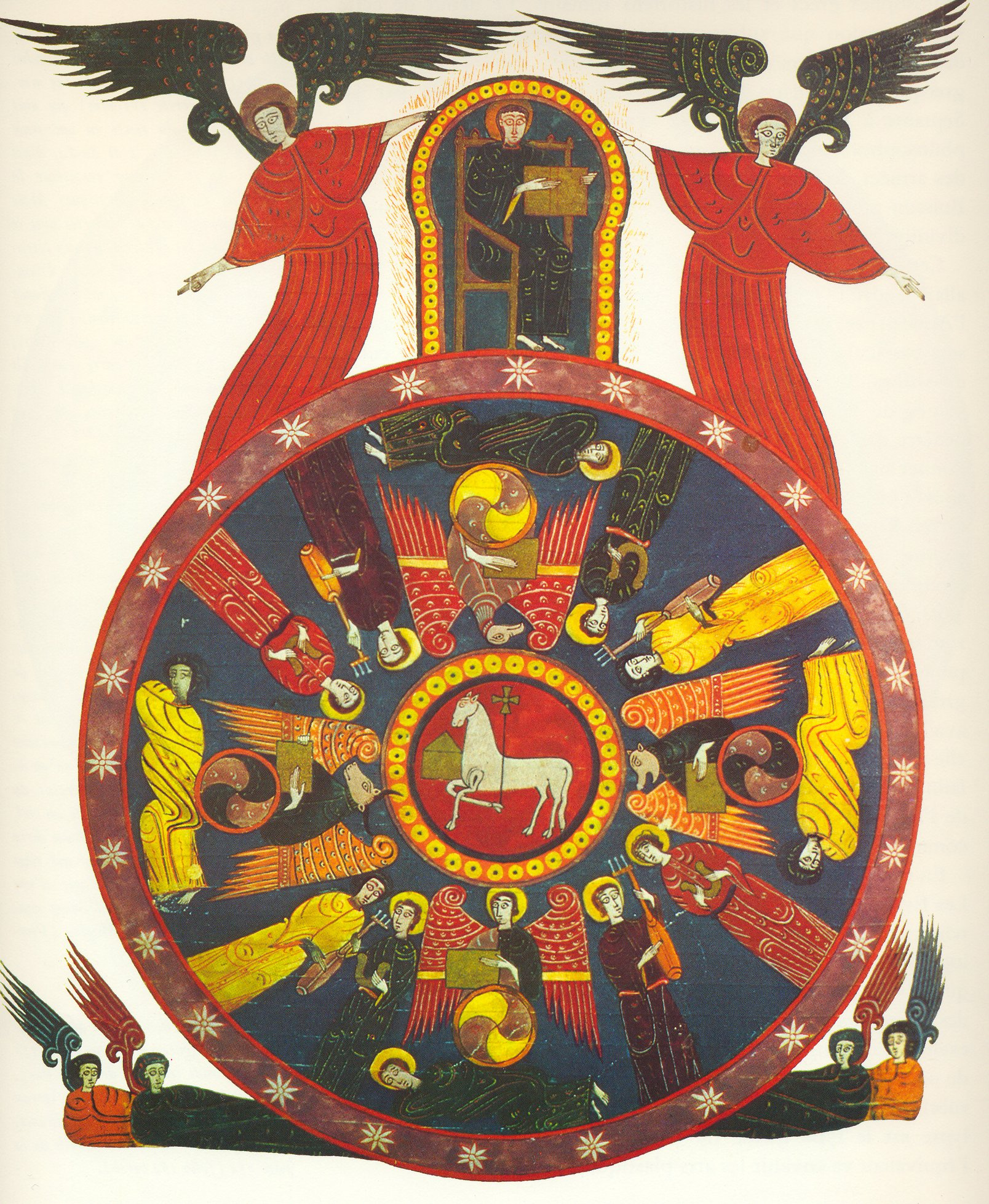
Beatus di Facundus, f°117v Grande Teofania, Apocalisse IV e V

« La grande Teofania procede con questa miniatura del Beatus di Facundus (f° 117v, formato 300 x 245 mm, diametro del cerchio 215 mm) che unisce due passaggi del testo in una sola immagine (Apocalisse IV 2 e 6b-84, e V 6a e 8) per formare la visione dell'Agnello mistico. Ma l'illustratore si prende delle libertà col testo, per cui i quattro Viventi del Tetramorfo, simboleggianti i quattro evangelisti (ciascuno reca un libro), non sono muniti di sei ali ciascuno, ma d'un solo paio, ricoperto di occhi; inoltre stanno sopra una specie di disco ispirato alle famose ruote del carro di Yahvé, in Ezechiele (I 15), secondo una formula molto antica che è frequente nell'iconografia del tetramorfo. In merito ai Ventiquattro Saggi, essi sono ridotti solamente a dodici, che compiono gli atti descritti (Apocalisse V 8): quattro « si prosternano », altri quattro « tengono delle cetre » (sempre di tipo arabo), e gli ultimi quattro recano in mano « coppe d'oro piene di profumi ». Al centro infine l'Agnello porta la croce asturiana assieme ad un reliquiario simboleggiante l'Arca dell'Alleanza. Sopra un cerchio che raffigura la porta del cielo, un arco a ferro di cavallo circonda il trono divino (Apocalisse IV 2) « con Colui che siede sul trono ».
La sintesi dei passaggi IV-4 e V-2 dell'Apocalisse è molto frequente. La si trova anche ai fogli 121v e 122 del Beatus di Saint-Sever.

#### Miniatura e scultura
Il grande storico dell'arte medioevale francese Émile Mâle credeva di ritrovare l'influenza dei Beatus sui capitelli della torre-portale di Saint-Benoît-sur-Loire (anticamente Fleury-sur-Loire), et Marie-Madeleine Davy accorda un certo credito a questa tesi. Ma Eliane Vergnolle, nella sua opera maggiore su Saint-Benoît-sur-Loire mostra in maniera del tutto convincente che i capitelli istoriati della torre dell'abate Gauzlin s'inserivano nella tradizione carolingia - alcuni ricordando perfino le miniature dell'Apocalisse di Treviri, o del Commentario sull'Apocalisse di Aimone di Auxerre (quest'ultimo manoscritto conservato alla Biblioteca Bodleiana a Oxford).
Sappiamo anche che Gauzlin ha esteso l'irraggiamento dell'abbazia di Fleury fino in Italia da dove fa venire un pittore chiamato Nivard per rappresentare scene dell'Apocalisse sui muri della chiesa, - ciò conferma l'orientazione iconografica carolingia piuttosto che mozarabica dei decori della cattedrale.
La questione sarebbe ancor più soggetta a controversia per quanto concerne il secondo grande edificio cui fa riferimento Émile Mâle: il timpano di Saint-Pierre di Moissac. Come tanti altri, Marguerite Vidal segue risolutamente la lezione d'Émile Mâle e pensa che questo timpano offre degli indizi affidabili sulla presenza d'un manoscritto miniato del Commentario sull'Apocalisse del Beatus di Liébana nella biblioteca dell'abbazia.
Tuttavia s'împongono alcune riserve concernenti il soggetto dell'articolo:
1. Per Émile Mâle, il più bello dei Beatus, e il più suscettibile d'esercitare un'influenza, è quello di Saint-Sever sull'Adour[31], e se il maestro del timpano di Moissac ha un debito, non è certo nei confronti di un pittore mozarabico!
2. In ogni modo l'argomentazione di Émile Mâle resta un tantino azzardata. In effetti sostiene che se dei dettagli del timpano differiscono troppo dalle immagini del Beatus di Saint-Sever, ciò è dovuto al fatto che lo scultore ha avuto sott'occhio soltanto una copia con delle varianti, ma di cui non è rimasta traccia! Per farla breve, egli afferma, senza che nulla possa sostenere la sua tesi, che uno scultore privo di genio inventivo abbia cavato la sua ispirazione da un manoscritto di cui nessuno aveva inteso parlare!
3. Sarebbe perlomeno strano che uno scultore abbia preso come modello un manoscritto presente nella biblioteca, e ritenuto un'opera maggiore, quando nessun libro conosciuto proveniente da Moissac tradisce una qualsiasi parentela con il Beatus di Saint-Sever (non più che con gli altri Beatus).
4. Infine per qual motivo si vuol fare di uno scultore un semplice lavorante a cottimo appena capace d'effettuare un'adattazione d'un modello su un supporto diverso? Per riprendere la formula d'André Malraux, il timpano non è una miniatura scolpita. Nel merito, la fotografia, che ci permette di accostare una miniatura ed una scultura, c'inganna. Queste due arti si differenziano in parecchi punti, fino ai destinatari che non appartengono al medesimo mondo[32]!

Tuttavia occorre ben riconoscere alcune sconvolgenti analogie stilistiche tra la doppia pagina 121v-122 del Beatus di Saint-Sever e il timpano di Moissac. Per esempio, nelle due opere si nota l'audace torsione della testa del toro in una tensione adoratrice in direzione del Cristo.

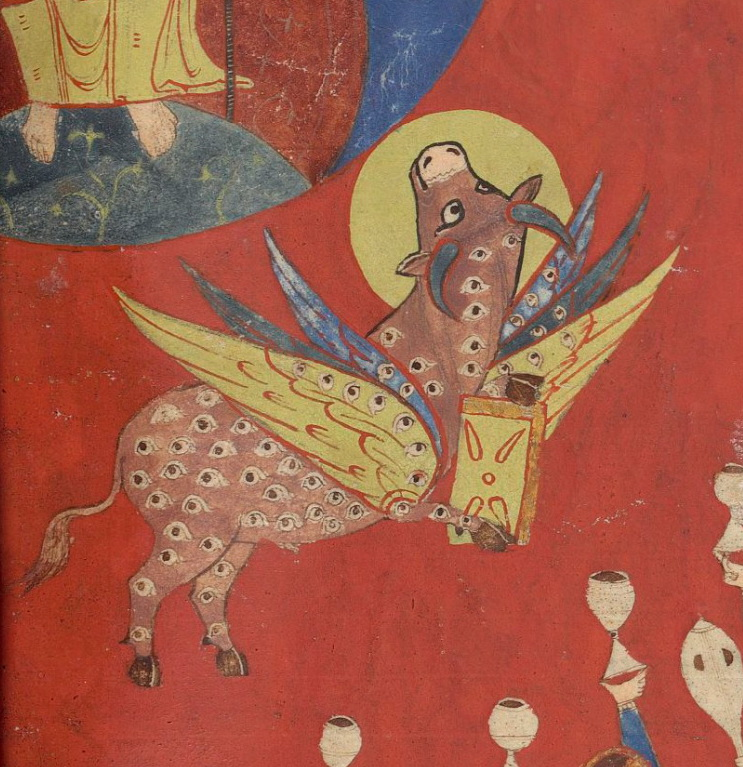
Beatus di Saint-Sever fº122
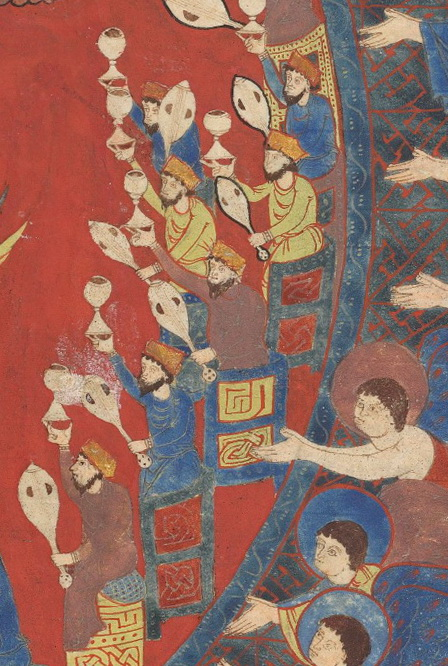
Beatus di Saint-Sever fº122
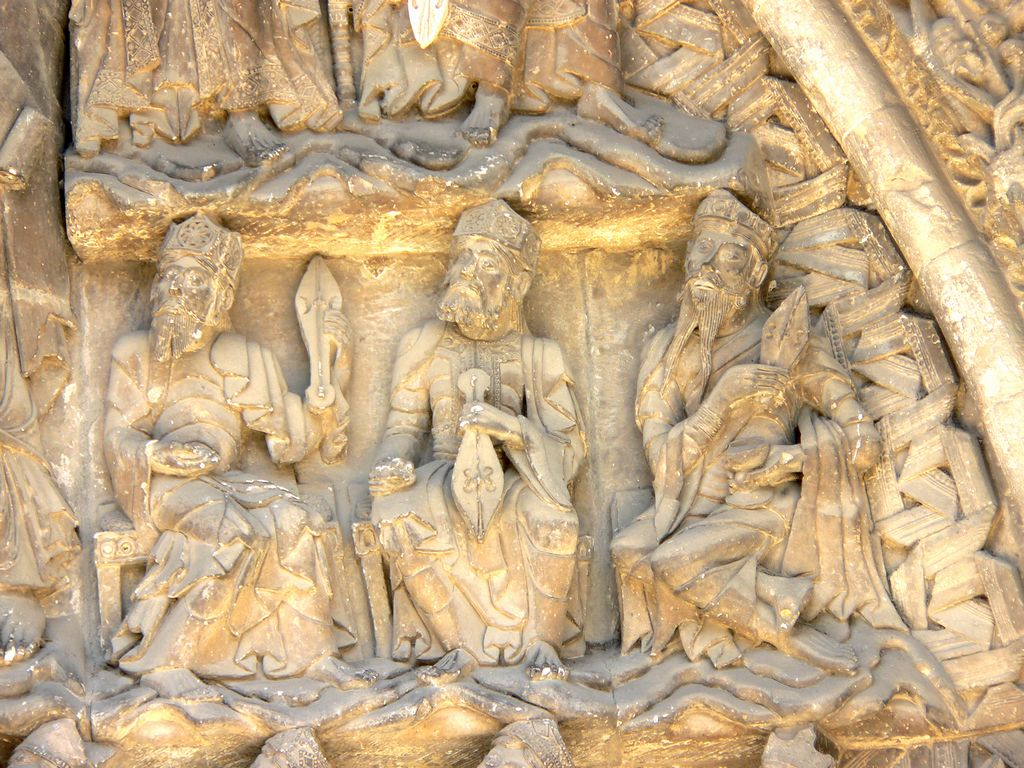
Timpano di Moissac

Malgrado ciò, se vi è una somiglianza tra il ventiquattro Saggi del Beatus (stessa doppia pagina) e quelli del timpano (acconciature, cetre, coppe), questi ultimi offrono un'allegra meraviglia non senza nobiltà, - mentre quelli del Beatus appaiono come una banda di gioiosi buontemponi sollevanti i loro bicchieri durante un canto d'osteria: la maestà di Moissac non è per nulla debitrice della gazzarra di Saint-Sever. Ciò che non toglie nulla all'innegabile bellezza di tante altre pagine di questo stesso manoscritto.
In merito ai Beatus mozarabici, non s'intende sminuirli quando essi non sono presi a modello di altre forme d'arte. Il loro valore non è dovuto all'ampiezza della loro diffusione e alla loro possibile influenza. E quand'anche non avessero avuto alcun seguito, ciò non toglie che, nella nostra percezione estetica, restino dei monumenti grandiosi che, come le enigmatiche statue dell'Isola di Pasqua, hanno il potere di far sorgere in noi i sogni d'un altro universo.

### Conclusione
Per Hegel, la Filosofia è la più alta attività dello spirito, perché traduce in concetti quello che la Religione racconta nei suoi scritti: che anche loro, contengono nelle parole quello che l'Arte presenta sotto forma di immagini. Certo, per lui, la verità diventa percepibile attraverso la bellezza di una forma sensibile; anche se lo spirito non raggiunge l'Essere nella sua totalità se non comprendendo che la Natura non è che spirito che si è esiliato da sé stesso e che vi è una consustanzialità del reale e del razionale. Tutto è comprensibile allo spirito perché fondamentalmente tutto è spitito.
L'analisi della pittura mozarabica sconvolge questa gerarchia. Viaggiano nelle pagine dei Beatus, non siamo presso delle realtà sensibili ancora vicine alle realtà naturali. Siamo in un mondo d'immagini che parlano all'anima meglio di quanto non farebbero dei termini concettosi e che, al contrario, facilitano con la loro astrazione l'accesso alla verità del racconto, senza per questo favorire una pura seduzione estetica con la preponderanza dell'ornamentazione. Come se esplodesse in colori di fuoco il muto istante dell'estasi, l'ineffabile senso del testo trovandosi cristallizzato in forme e tinte « surreali ».
Il termine "illustrazione" non è assolutamente adatto a definire delle produzioni artistiche che sono delle compiute opere d'arte, indipendentemente da ogni considerazione inerente al referente. Nel convento di San Marco a Firenze, Beato Angelico non illustra i vangeli: quando ci regala la bellezza dei suoi affreschi, offre alla nostra intelligenza il frutto della sua meditazione sui testi.
I Beatus non sono una vana parafrasi dell'Apocalisse (o del suo commentario scritto dal monaco di Liébana): sono delle immagini generate da una visione, nuovi strati di verità aggiunti al testo profetico. In tal modo il Bello non è più una tappa sulla via che conduce al Vero: il fuoco dei colori si mescola al braciere di parole per lanciare nelle nostre anime abbacinate nuove faville di significati.

## I principaliBeatus

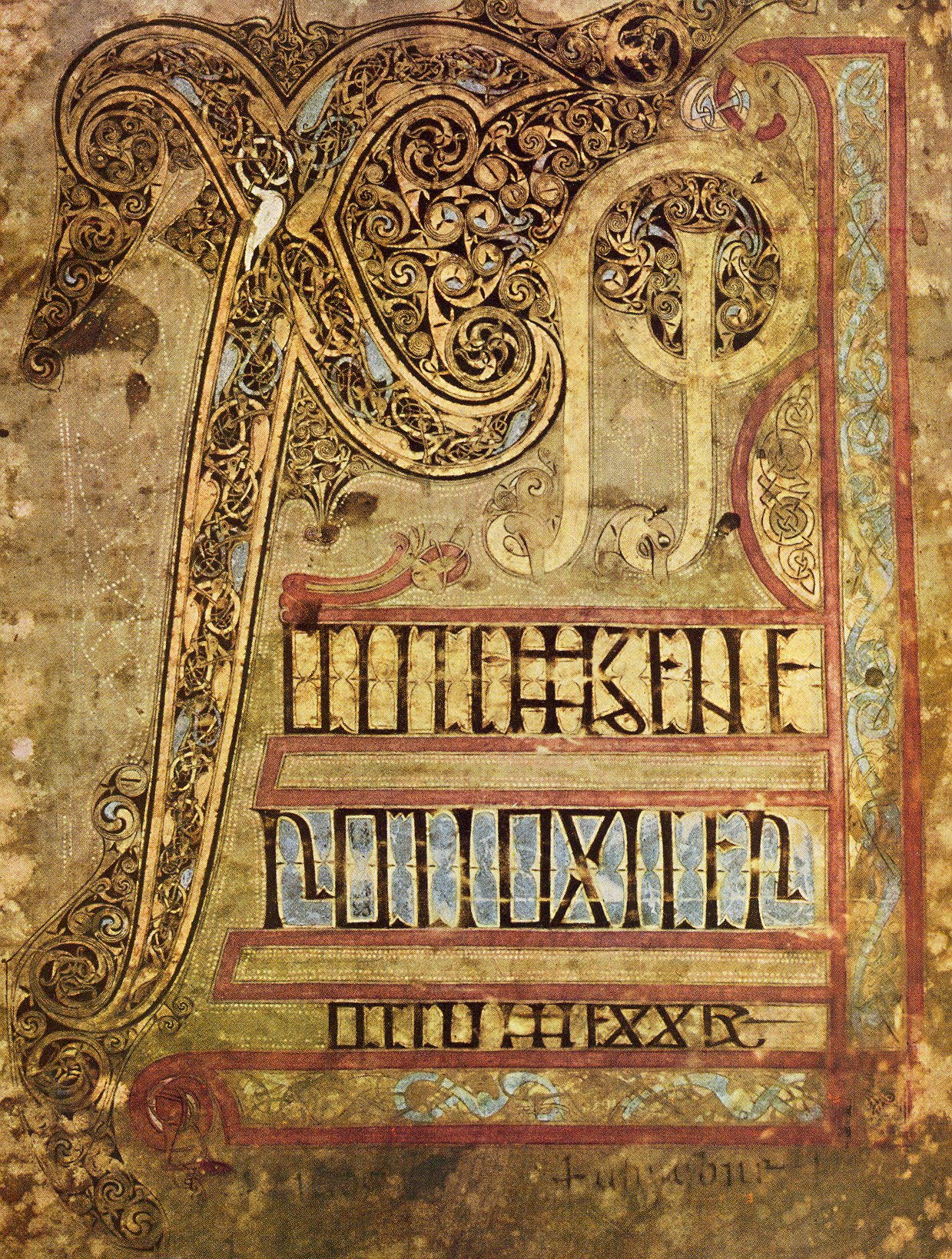
Arte irlandese: Libro di Lichfield, fine dell'ottavo secolo, Monogramma di Cristo

Tra i 31 Beatus (dove in alcuni casi non restano che dei frammenti), spiccano:
- Frammento di Nájera. IX secolo. Tesoro del Monastero di Santo Domingo de Silos.
- Beatus del Monasterio de San Millán de la Cogolla (valle de l'Ebro). Verso il 930. A Madrid presso la Real Academia de la Historia (Ms. 33).
- Beatus di San Millán. Verso il 950-955 Monastero dell'Escorial. Real Biblioteca de San Lorenzo. Ms. & II. 5. 225 x 355 mm 151 fogli, 52 miniature.
- Beatus di San Miguel de Escalada, presso León. Verso il 960. Pierpont Morgan Library (New York). Ms 644. 280 x 380 mm 89 miniature dipinte da Magius, archipictor.
- Beatus di San Salvador de Távara. Verso il 968-970. Madrid. Archivo Historico Nacional. Ms 1097 B (1240). Dipinto da Magius, concluso dopo la sua morte dal suo alunno Emétérius.
- Beatus di Valcavado. Verso il 970. Valladolid. Biblioteca de la Universidad. Ms. 433 (ex ms 390). 97 miniature rimaste. Dipinto da Oveco per l'abate Semporius.
- Beatus di Rioja o León. Verso il 975. Archivio della Cattedrale di La Seu d'Urgell. Ms. 26. 90 miniature.
- Beatus di Távara. Verso il 975. Cattedrale di Gerona. Archives. Ms. 7. 260 x 400 mm 280 foglietti. 160 miniature. Dipinto da Emétérius (allievo di Magius) e dalla monaca Ende.
- Beatus di San Millán. Seconda metà del X secolo. Madrid. Biblioteca Nacional. Ms. Vit. 14.1.
- Beatus di León. 1047. Madrid. Biblioteca Nacional. Ms. Vit. 14.2. Voluto da Ferdinando I di León e dalla regina Sancha. 267 x 361 mm 312 fogli. 98 miniature. Dipinto da Facundus.
- Beatus. 1086. Cattedrale di El Burgo de Osma. Archivi. Cod. 1. 225 x 360 mm 166 fogli. 71 miniature. Scrivano: Petrus. Pittore: Martinus.
- Beatus de Saint-Sever. 1060 / 1070. Parigi. Bibliothèque nationale. Ms. Lat. 8878.
- Beatus de Santo Domingo de Silos. 1091 / 1109. Londra. British Library. Ms. Add. 11695.

### Opere diverse
- Cancionero de Liébana 1977 ("Collezione di poemi su Liébana", 1977). Riedizione del 2006. Scritto dalla poetessa spagnola di Cantabria Matilde Camus.